# Preußische Staatseisenbahnen
Preußische Staatseisenbahnen bezeichnet diejenigen Eisenbahnunternehmen, die sich im Eigentum oder unter der Verwaltung des Königreichs Preußen befanden. Es gab dabei zunächst keine eigenständige Eisenbahnverwaltung, vielmehr waren die einzelnen Eisenbahnunternehmen für sich jeweils der Aufsicht durch das Ministerium für Handel und Gewerbe, ab 1878 durch das davon abgetrennte Ministerium der öffentlichen Arbeiten unterstellt.
Die offizielle Bezeichnung lautete zunächst „Königlich Preußische Staatseisenbahnen“ (K.P.St.E.), aufgrund des Zusammenschlusses mit den Großherzoglich Hessischen Staatseisenbahnen ab 1897 bis Ende des Ersten Weltkriegs „Königlich Preußische und Großherzoglich Hessische Staatseisenbahn“ (K.P.u.G.H.St.E. – Preußisch-Hessische Eisenbahngemeinschaft), und schließlich „Preußische Staatsbahn“ (P.St.B.) bis zum 1. April 1920, als die Länderbahnen in den Deutschen Reichseisenbahnen aufgingen.

## Kurzübersicht

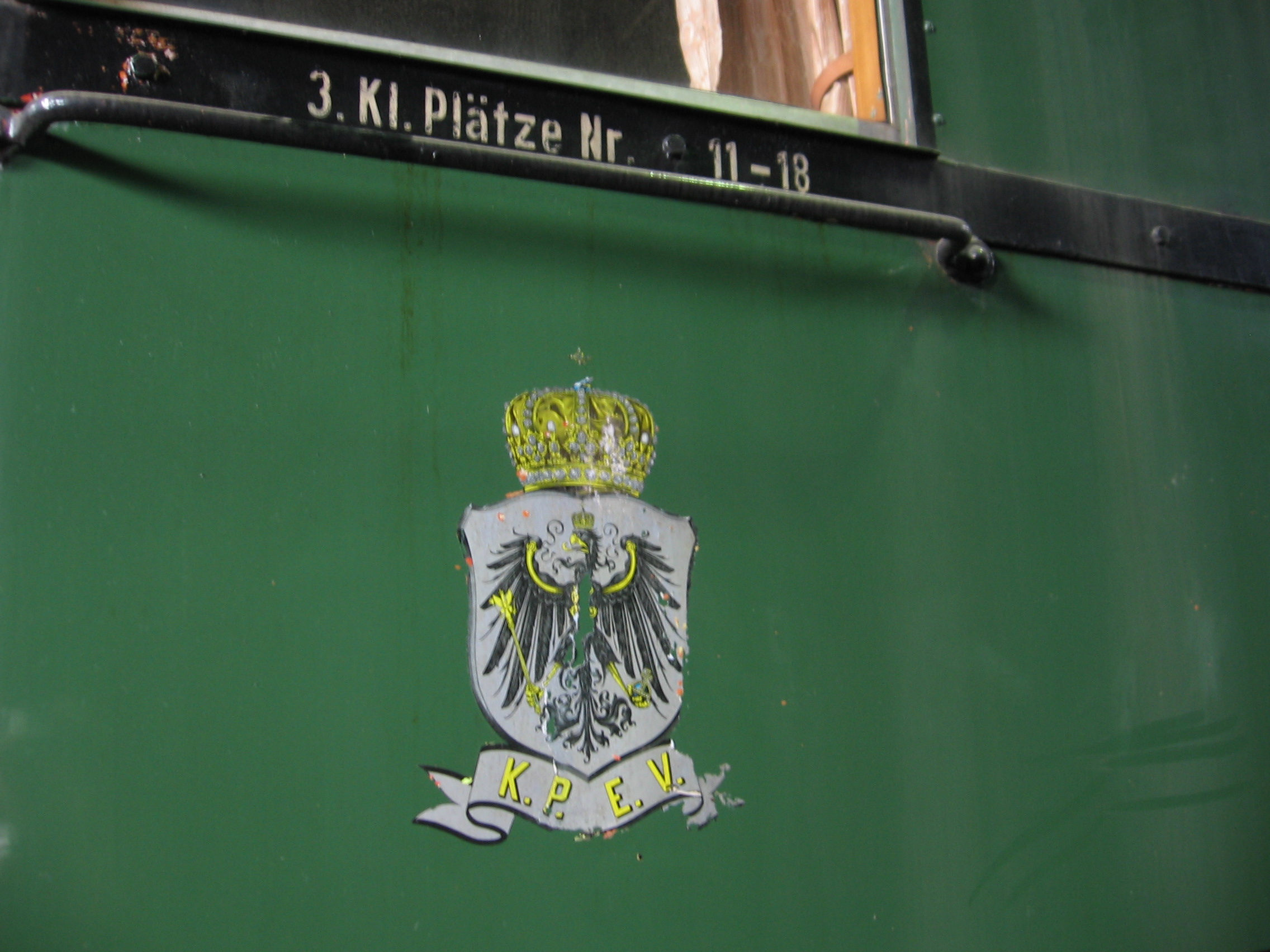
KPEV-Wappen im Verkehrsmuseum Dresden

Die ersten preußischen Eisenbahnen, beginnend mit der Berlin-Potsdamer Eisenbahn 1838 (deshalb auch „Stammbahn“ genannt), waren private Unternehmungen. Der Staat Preußen finanzierte selbst erst um 1850 (Westfälische Eisenbahn, Preußische Ostbahn) und dann noch einmal um 1875 (Berliner Nordbahn und die Militär-Eisenbahn Marienfelde–Zossen–Jüterbog) unmittelbar und in bedeutendem Umfang Eisenbahn-Neubauten.
Verschiedene private kommerziell orientierte Bahnen wurden je nach Lage durch finanzielle Unterstützung, durch Aufkauf oder durch Annexion nach dem Preußisch-Österreichischen Krieg 1866 der preußischen Aufsicht unterworfen. In großem Umfang erfolgte ab 1880 wegen der günstigen finanziellen Lage Preußens bis 1888 die Verstaatlichung der meisten Privatbahnen. Mit Blick auf diese sehr unterschiedlichen Besitz- und Betriebsverhältnisse wurde das Wesen der Preußischen Staatseisenbahnen im Brockhaus Konversations-Lexikon 1896 als „gemischtes System“ bezeichnet.
Die einzelnen Bahnen agierten jeweils als selbständige Betriebe, die auch eigene Fahrzeuge entwickelten und die Betriebsorganisation selbst bestimmten. Wie ausgeprägt diese Selbständigkeit auch in einem fortgeschrittenen Entwicklungszustand des preußischen Eisenbahnnetzes war, zeigt ein Blick auf einen Stadtplan von Berlin des Jahres 1893. Dort ist der Schlesische Bahnhof (seit 1882 der Ausgangspunkt der Ostbahn auf Berliner Seite) eingetragen, wenige hundert Meter davon dicht beieinander, aber gleichwohl getrennt, die „Hauptwerkstatt der Kgl. Eisenbahndirektion Berlin“ und die „Hauptwerkstatt der Kgl. Eisenbahndirektion Bromberg“ der Ostbahn.
Am Ende des Ersten Weltkriegs hatte das Netz der staatlichen preußischen Eisenbahnen eine Gesamtlänge von fast 37.500 Kilometern. Die Geschichte der Preußischen Staatsbahnen endete 1920 mit der Verstaatlichung und Übernahme der Länderbahnen in die Reichseisenbahn, die spätere Deutsche Reichsbahn.
Vielfach wird die frühere Existenz einer sogenannten „Königlich Preußischen Eisenbahn-Verwaltung“ angenommen, die es organisatorisch unter einem solchen Namen jedoch nie gegeben hat. Im Sprachgebrauch wurde die Gesamtheit der verschiedenen Bahnbehörden als Staatseisenbahnverwaltung bezeichnet. Auch museal erhaltene Fahrzeuge der preußischen Bahnen erhielten bei der Restaurierung Embleme mit dem Kürzel „K.P.E.V.“.

## Geschichte

Überblick Berliner Eisenbahnen von 1846 bis 1896 und ihre sukzessive Verstaatlichung
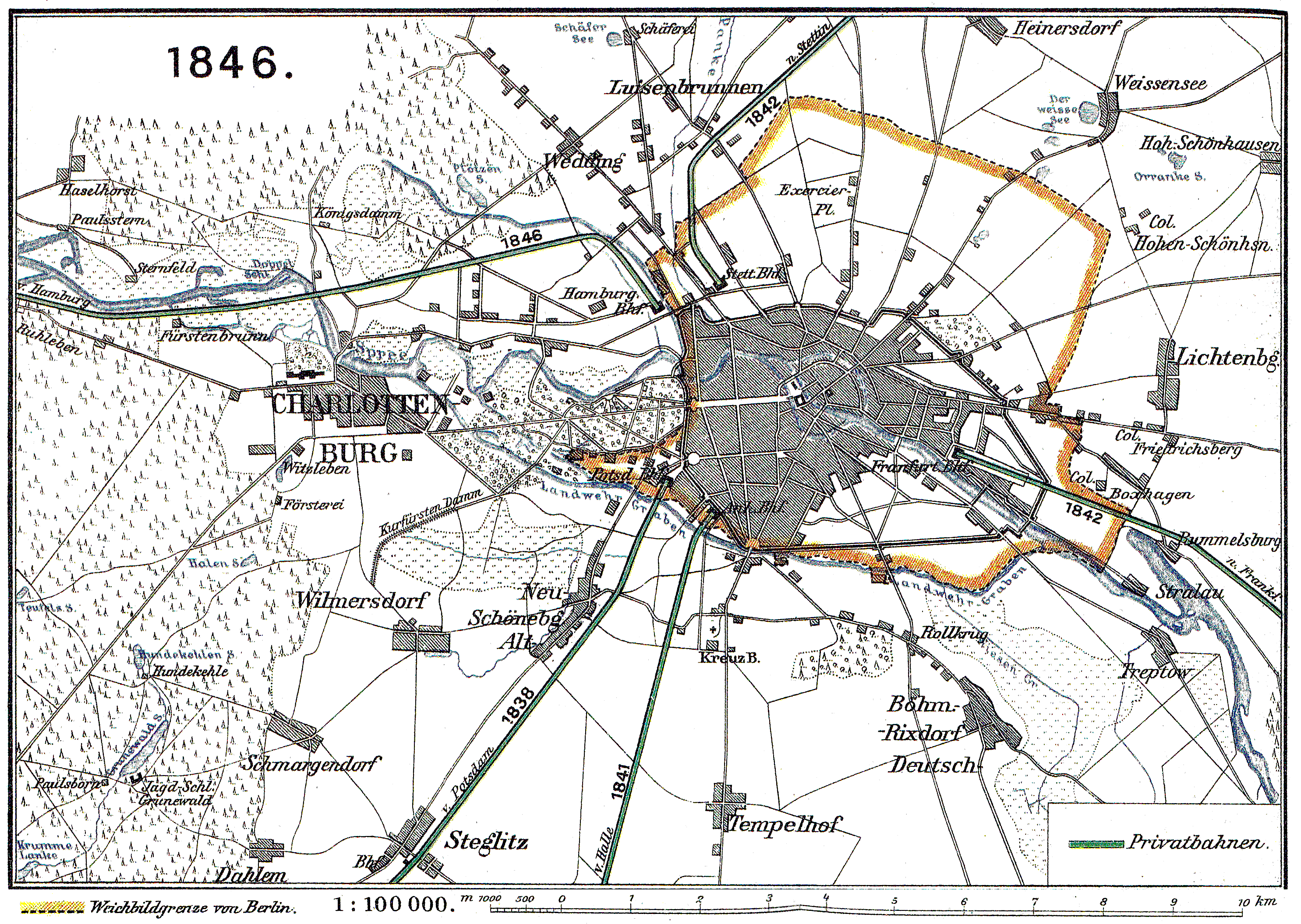
1846
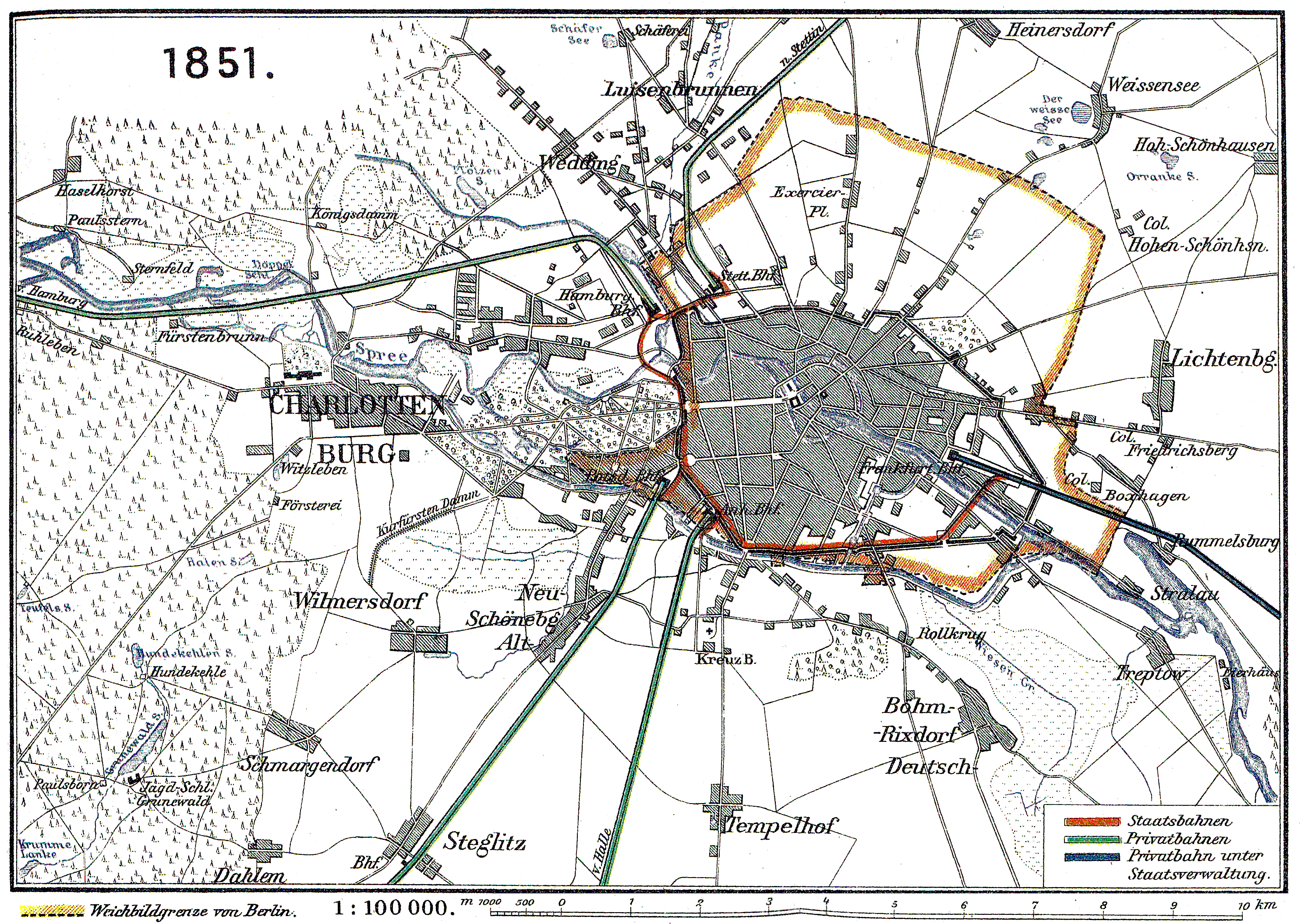
1851
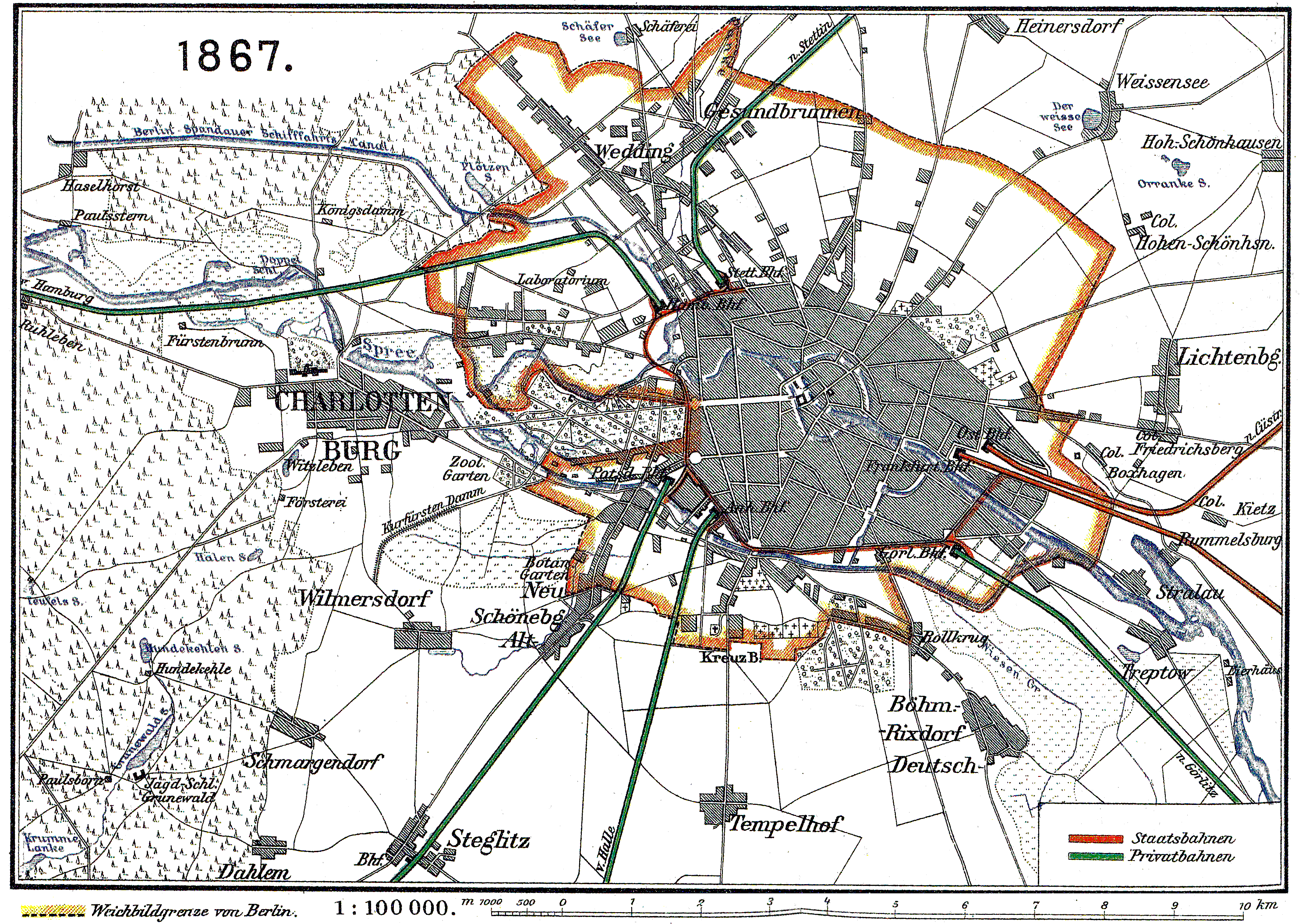
1867
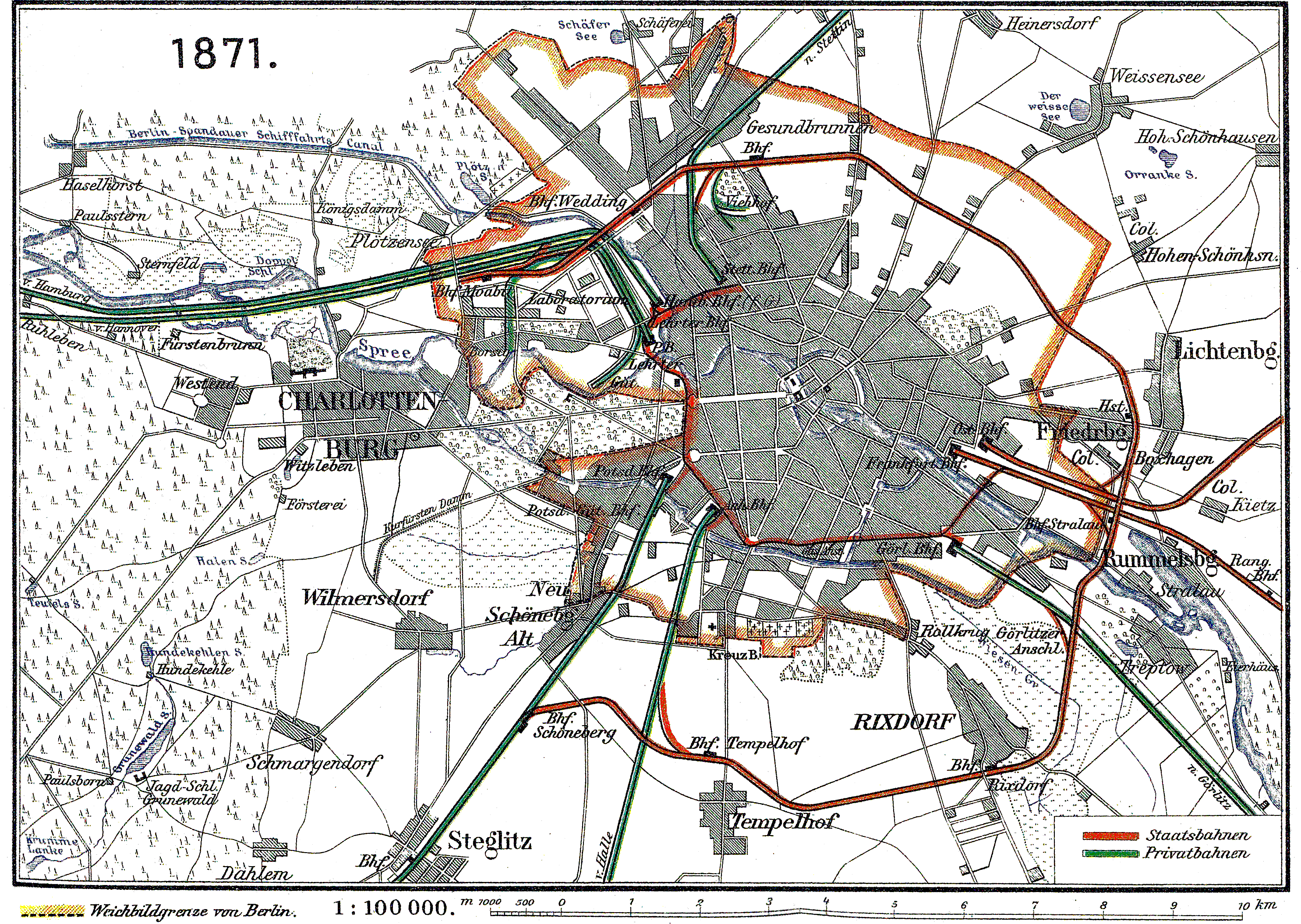
1871
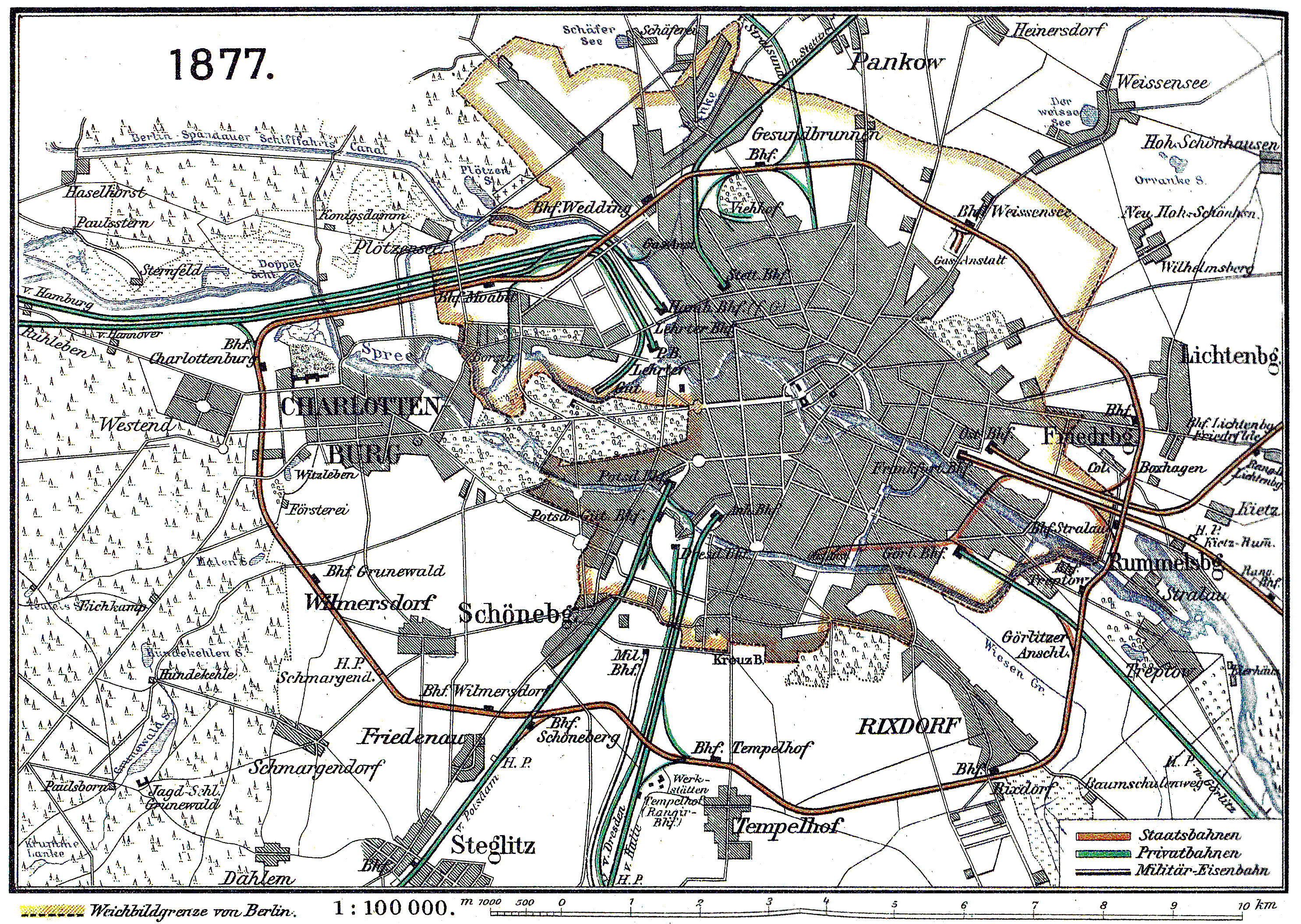
1877
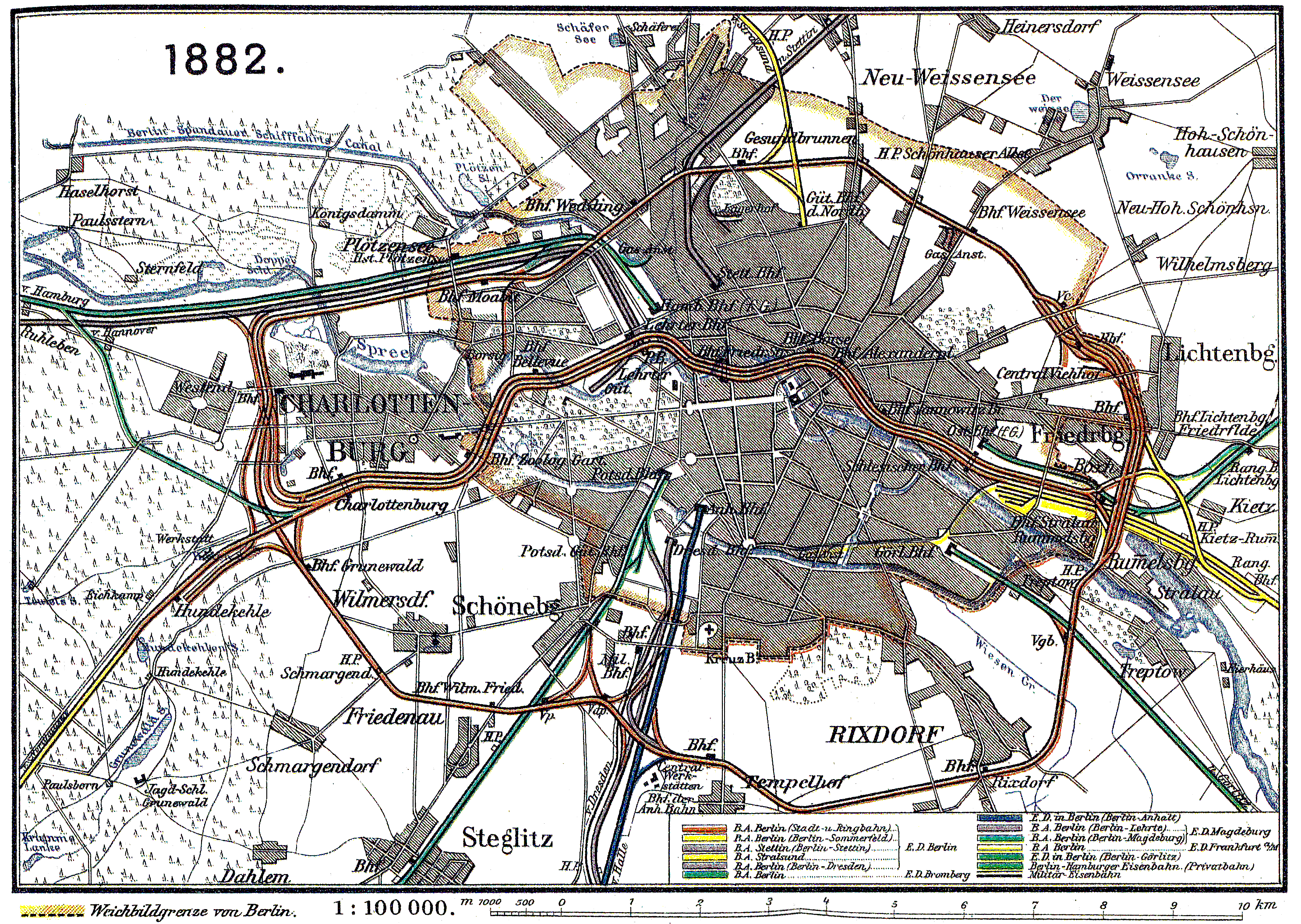
1882
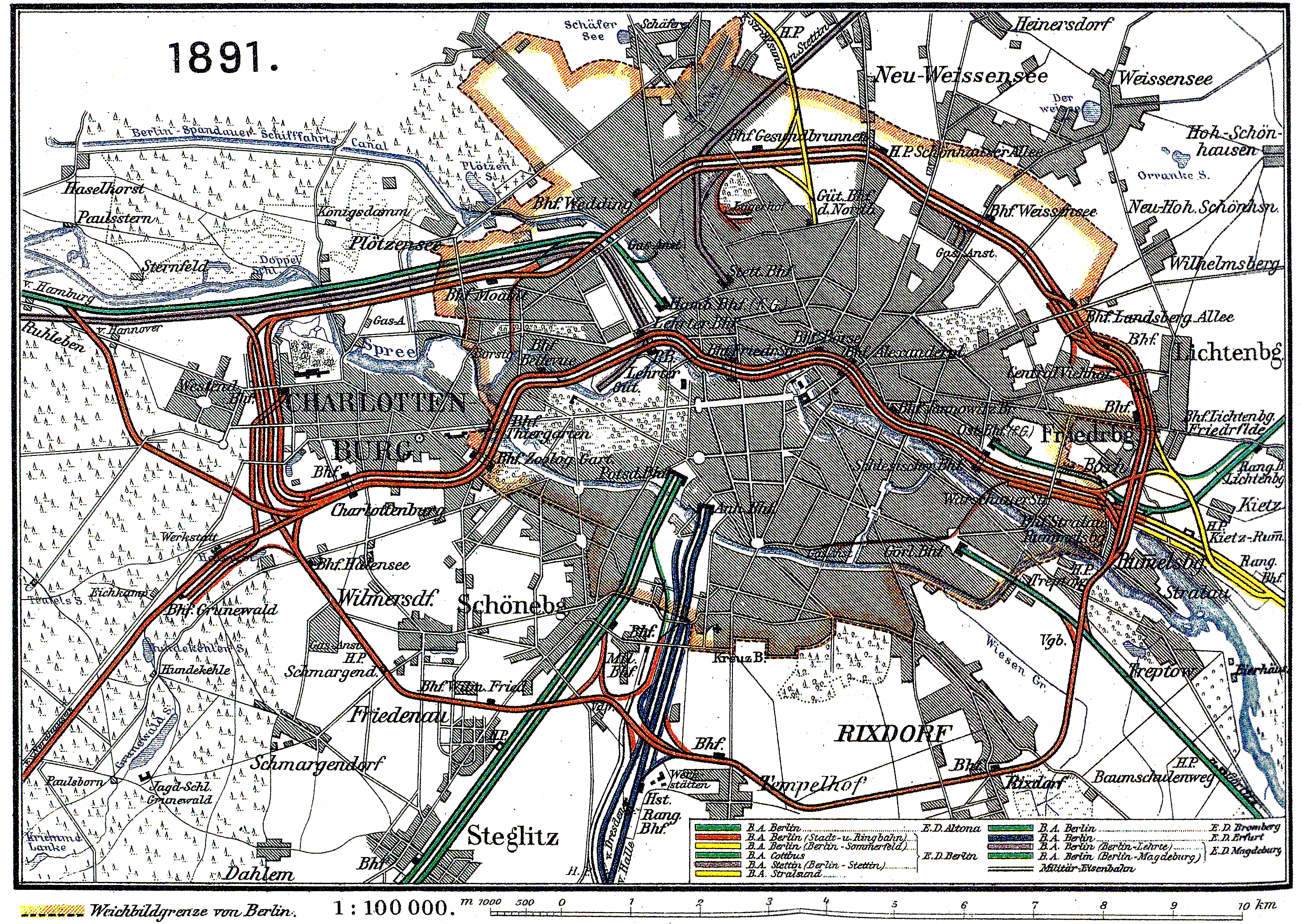
1891
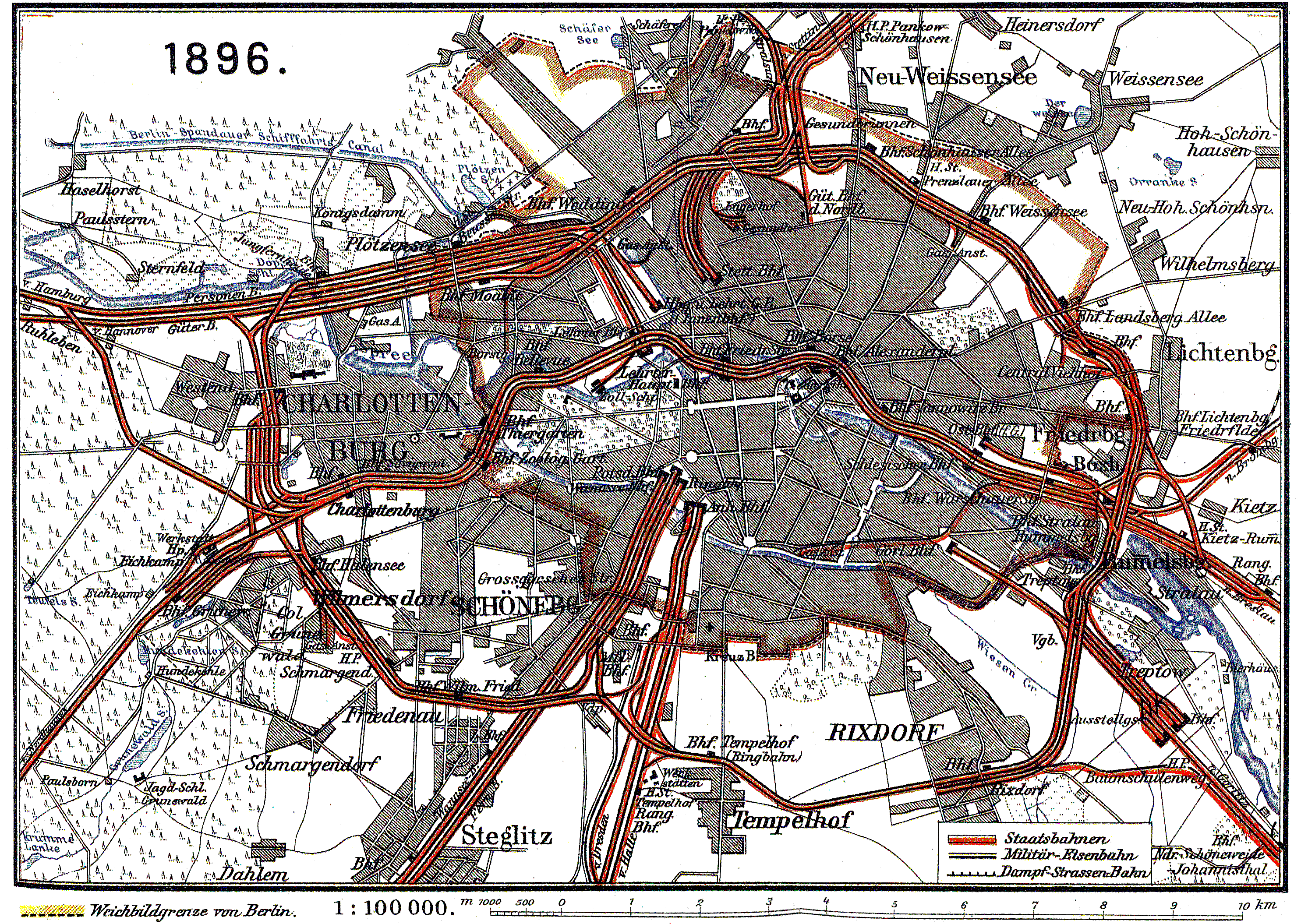
1896

### Ausgangslage

#### Wirtschaft
Vereinfachend betrachtet zeigen sich im damaligen preußischen Staat zwei schwerpunktmäßige Wirtschaftsräume: die ausgedehnten Landgüter im Osten und die aufstrebende Groß- und Schwerindustrie in den Rheinprovinzen und Schlesien. Für beide waren die Transportwege von besonderer Wichtigkeit. Die auf den dünn besiedelten Landgütern produzierten Güter mussten zu den weiter entfernten bevölkerungsreichen Städten befördert werden, und die rheinischen und schlesischen Industriebetriebe benötigten einerseits eine Zufuhr von Rohstoffen und andererseits die Abfuhr der produzierten Waren. Dafür standen hauptsächlich die Wasserwege und Pferdewagen, in einigen Fällen auch Pferdebahnen zur Verfügung.
Wesentlich war auch, dass der preußische Wirtschaftsraum nicht mehr für sich allein betrachtet werden konnte, da zunehmend Einfuhren und auch Ausfuhren dorthin bzw. von dort erfolgten. Die wichtigen Wasserwege zum Meer führten auf dem Rhein zu den niederländischen Häfen, die hohe Zölle auf die durchgeführten Waren erhoben. Ebenso war von Bedeutung, dass in England und in den USA bereits mit einem Vorsprung von 30 bzw. von 10 Jahren effiziente Eisenbahnsysteme zum Massengütertransport existierten. So konnte es geschehen, dass durch diese kostengünstigen Transporte amerikanisches Getreide, englische und belgische Kohle und Roheisen sowie auch andere Artikel auf dem preußischen Gebiet preiswerter zu haben waren als gleichwertige heimische Erzeugnisse.
Damit war ein unabweisbarer Bedarf gegeben an Eisenbahnverbindungen einmal aus den östlichen Gebieten nach Berlin und weiter westlich sowie auch an Transportwegen, mit denen die holländischen Rheinhäfen umgangen werden konnten. Das Militär wünschte zudem dringlich die Eisenbahnverbindung an die russische Grenze im Osten.

#### Erste Planungen und Anträge
Bereits vor der Inbetriebnahme der ersten maschinell betriebenen Eisenbahn gab es in Preußen Pläne und Anträge zur Eröffnung einzelner, sowohl privater als auch staatlich finanzierter Eisenbahnstrecken.
So gab es Überlegungen zu einer Eisenbahn von Elberfeld und Barmen an die Ruhr zur Versorgung dieser Städte mit Kohle, für die 1830 vom Staat sogar Vorarbeiten geleistet wurden. Eine Kabinettsorder vom 1. Juni 1833 genehmigte zwar den Plan, ließ aber die Frage offen, ob eine Finanzierung etwa durch die Seehandlung erfolgen könnte.
Am 14. Mai 1835 reichte ferner der Bürgermeister August Wilhelm Francke in Magdeburg ein Gesuch zur Gründung einer Eisenbahn-Aktiengesellschaft für die Verbindung von Magdeburg nach Leipzig an den Geheimrat Rother in Berlin ein. Die Konzession zum Bau wurde für die Magdeburg-Cöthen-Halle-Leipziger Eisenbahngesellschaft von der preußischen Regierung am 13. November 1837 erteilt und die Strecke am 18. August 1840 eröffnet. Den Vorverhandlungen dabei verdankt das Preußische Eisenbahngesetz vom 3. November 1838 seine Entstehung. Die Gesellschaft wurde 1876 an die Magdeburg-Halberstädter Eisenbahngesellschaft angeschlossen, letztlich aber mit Gesetz vom 20. Dezember 1879 vom Königreich Preußen aufgekauft und damit wie so viele andere später gebaute Bahnen, Teil der preußischen Staatsbahnen.

#### Politik bis 1848

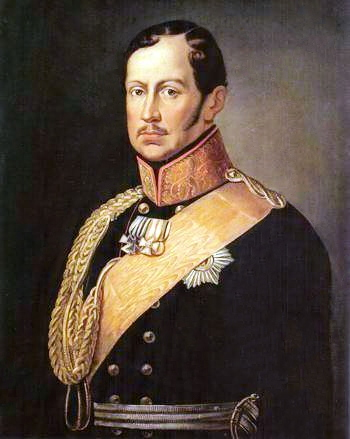
König Friedrich Wilhelm III. von Preußen

König Friedrich Wilhelm III. betrachtete die „Eisenbahn“ eher skeptisch und soll anlässlich der Eröffnung der privaten Berlin-Potsdamer Eisenbahn 1838, der ersten maschinell betriebenen Eisenbahn in Preußen, gesagt haben, „er könne sich keine große Seligkeit davon versprechen, ein paar Stunden früher von Berlin in Potsdam zu sein“.
Dennoch wurde von den Politikern ein zunehmender Bedarf an der Eisenbahn gesehen, und vor allem eine Bahn von Berlin nach Osten zur russischen Grenze wurde von Seiten des in Preußen sehr bevorzugten Militärs gewünscht. Dem stand entgegen, dass für einen umfangreichen Eisenbahnbau keine ausreichenden finanziellen Mittel verfügbar waren, ausgedehnte Eisenbahnbauten von staatlicher Seite waren daher nur mit Kreditaufnahmen möglich. Nach dem Staatsschuldengesetz vom 17. Januar 1820 bedurften Staatsanleihen der Zustimmung der Stände. Es gab jedoch in Preußen keine Ständeversammlung für das Königreich, sondern nur Provinzialstände.
Anträge der Stände, etwa der westlichen Provinzen auf Herstellung einer Staatsbahn von Köln nach Eupen wurden abgelehnt, und letztlich durch Kabinettsorder am 5. September 1835 der Bau von Staatsbahnen vorläufig abgelehnt. Hierbei blieb es, obschon bedeutende Persönlichkeiten, wie etwa David Hansemann für den Staatsbahnbau eintraten.

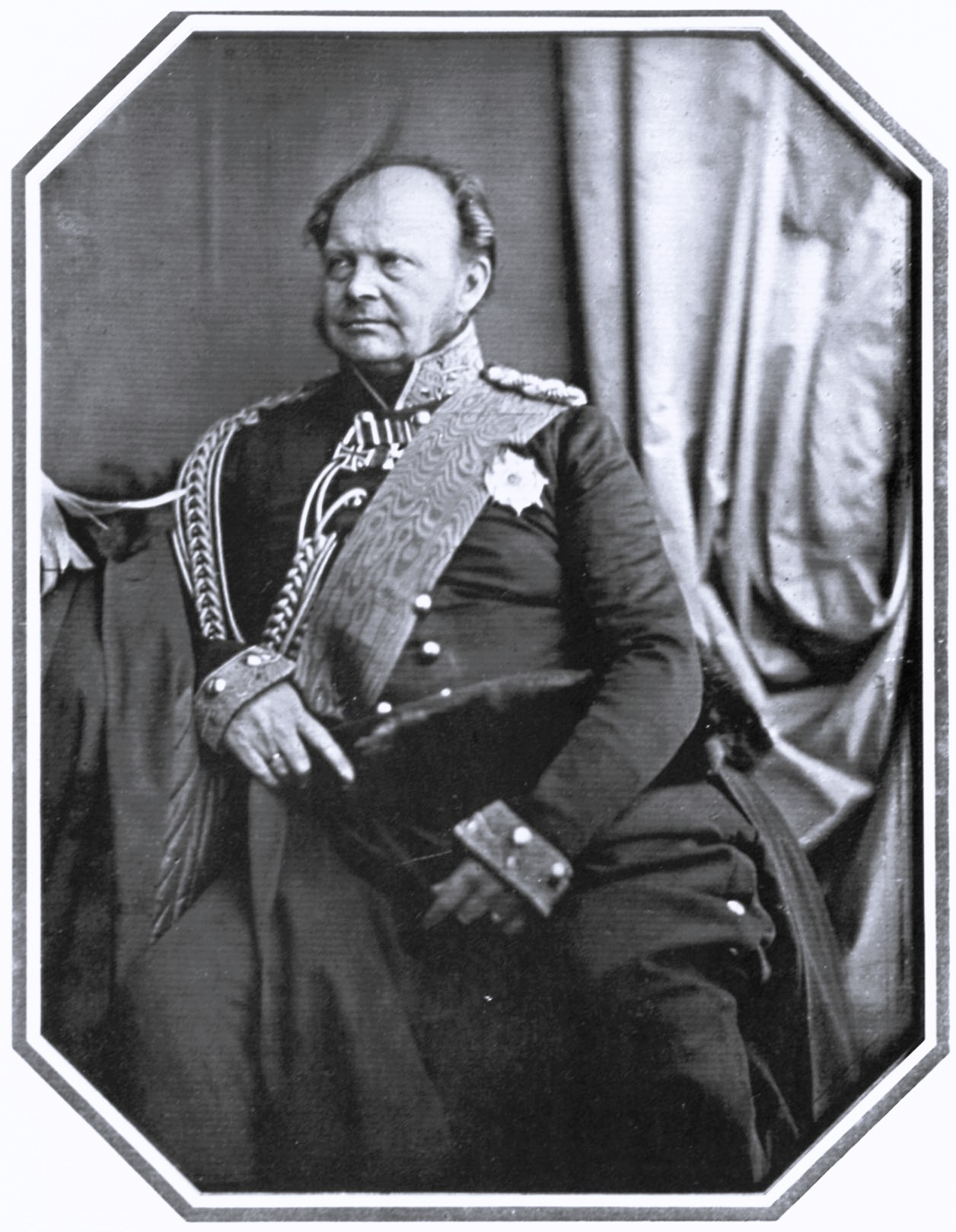
König Friedrich Wilhelm IV.

Der preußische Staat war deshalb zunächst auf den Bau von privat finanzierten Eisenbahnen angewiesen. Gleichzeitig war ihm aber daran gelegen, nach Möglichkeit Einfluss auf die Bahnen auszuüben, bzw. diese zu einem späteren Zeitpunkt selbst übernehmen zu können. Mit dem Preußischen Eisenbahngesetz von 1838 waren entsprechende Bestimmungen formuliert. Eigentlich war es die Absicht, damit den Bau von Privatbahnen zu fördern, jedoch hatten hier einige Bestimmungen erheblich kontraproduktive Wirkung. So gab etwa der Paragraph 42 dem Staat die Möglichkeit, eine Bahn nach 30 Jahren aufzukaufen und in sein Eigentum zu übernehmen. In der Folge entstanden dennoch privat finanzierte Bahnen, die vor allem kommerziell orientiert waren.
König Friedrich Wilhelm IV., der 1840 den Thron bestiegen hatte, wollte seine Macht ebenso wenig wie der Vater mit einer Ständeversammlung teilen, und ließ erst nach langem Zögern die Bildung des Vereinigten Landtags der Abgeordneten zu. Er gab ihm jedoch, außer der Abstimmung über seine Vorschläge, kaum Befugnisse. Die Folge war, dass das vom König bzw. der Regierung zur Abstimmung gestellte Vorhaben der Kreditaufnahme zum Eisenbahnbau abgelehnt wurde, dies vorrangig mit der Absicht, den König zu zwingen, dem Landtag weitergehende Befugnisse zuzugestehen.

### Die Ära von der Heydt 1848–1862

#### Erste staatliche Bahnbauten

##### Ostbahn

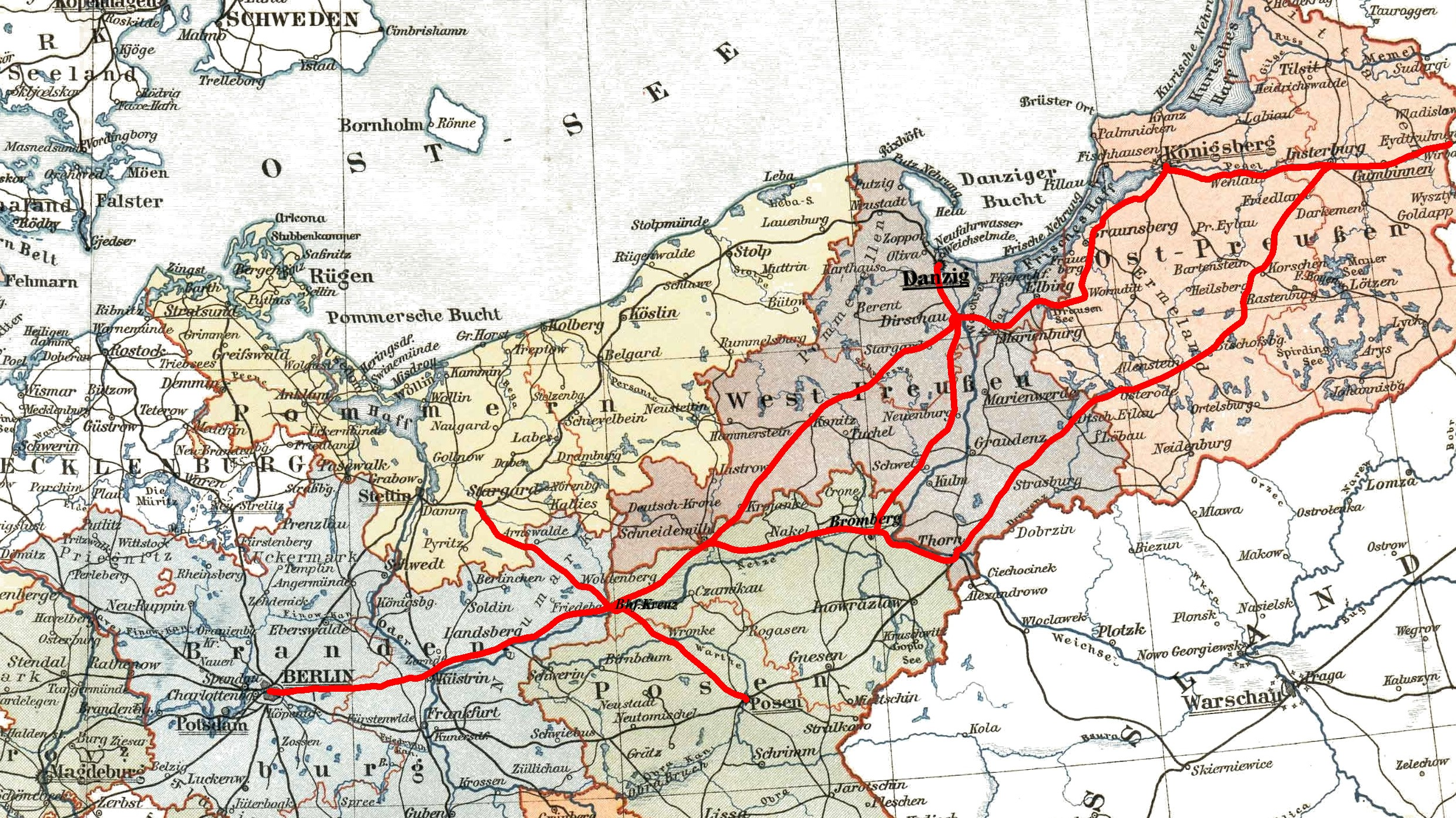
Hauptstrecken der Ostbahn beim Stand von 1873

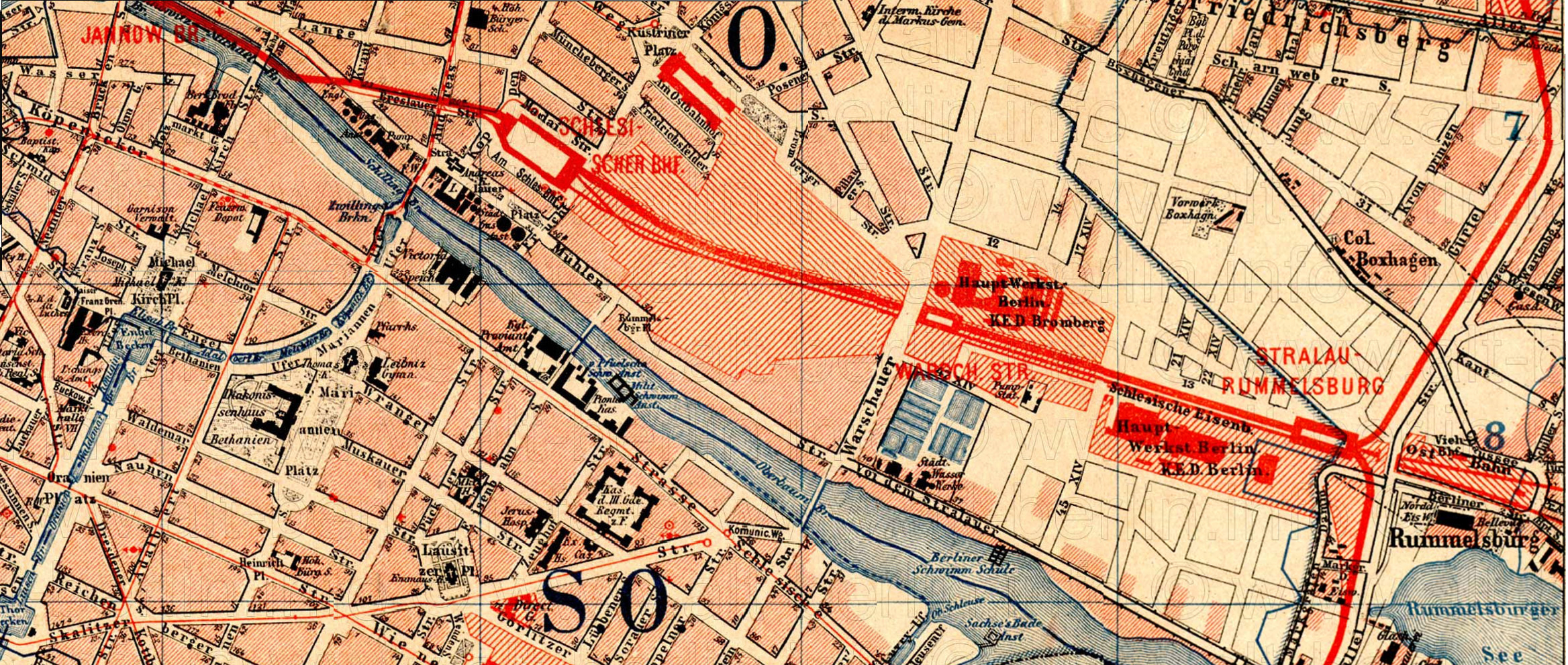
Schlesischer Bahnhof und alter Ostbahnhof in Berlin um 1893

Um 1845 zeigte sich Friedrich Wilhelm IV. bereit, den Forderungen seiner Militärs nach einer Eisenbahnverbindung zur russischen Grenze nachzugeben. Mangels privater Interessenten leitete Friedrich Wilhelm IV. die Vorarbeiten zum Bau der Ostbahn „auf Rechnung der künftigen Gesellschaft“ ein. Der Bau wurde jedoch gleich wieder eingestellt, als die Landtagsabgeordneten ihm die Zustimmung zur Kreditaufnahme verweigerten. Auch auf dem im April 1847 einberufenen Vereinigten Landtag stimmten die Abgeordneten mit Zweidrittelmehrheit gegen eine Staatsanleihe für das Ostbahnprojekt.

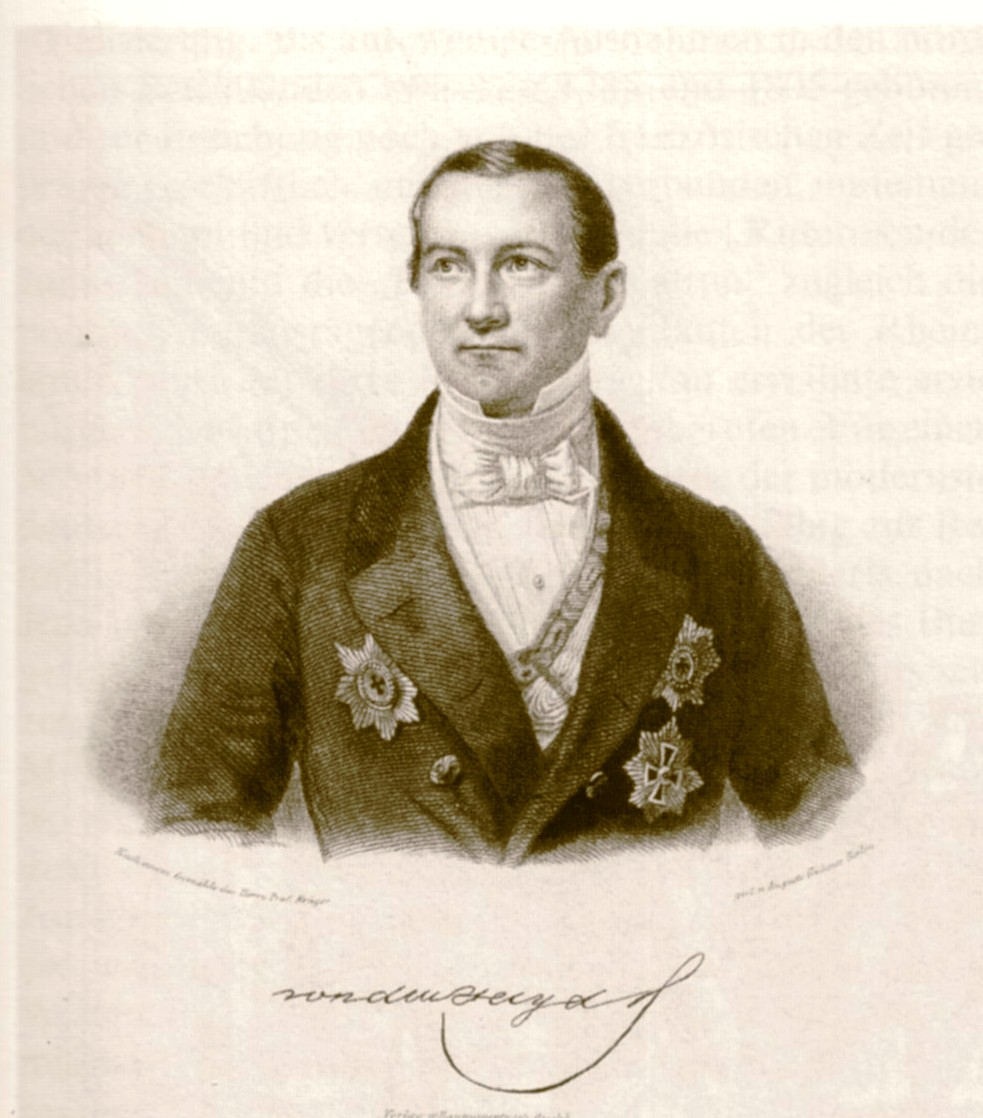
August von der Heydt

Erst die revolutionären Ereignisse 1848 und die Berufung des Bankiers August von der Heydt zum preußischen Handelsminister – und damit zum Verantwortlichen für die Eisenbahnen – brachten Bewegung in die Sache. Im August 1849 legte v. d. Heydt einen Gesetzesentwurf über den Bau der Ostbahn vor, der am 7. Dezember 1849 verabschiedet wurde. Zuvor war schon am 5. November 1849 die Königliche Direktion der Ostbahn in Bromberg eingesetzt worden. V. d. Heydt veranlasste anschließend die Wiederaufnahme des Ostbahn-Baues, der zunächst mit Mitteln aus dem „Eisenbahnfonds“ sowie später auch aus verschiedenen anderen Finanzmitteln erfolgte.
Vom Bahnhof Kreuz der zuvor schon gebauten privaten Stargard-Posener Eisenbahn-Gesellschaft (SPE) wurde der erste, 145 Kilometer lange Streckenabschnitt über Schneidemühl nach Bromberg am 27. Juli 1851 in Betrieb genommen. Weitere Abschnitte der vorgesehenen Strecke wurden nach und nach gebaut und das letzte Teilstück vom Berliner Ostbahnhof über Strausberg nach Gusow am 1. Oktober 1867 eröffnet. Damit bestand die direkte, 740 Kilometer lange Eisenbahnverbindung Berlin – Danzig – Königsberg und weiter über Insterburg bis Eydtkuhnen zur Reichsgrenze. Zusätzlich wurden noch zahlreiche Parallel- und Abkürzungsstrecken gebaut, mit denen die Ostbahn im März 1880 ein Streckennetz mit einer Länge von 2208 km umfasste. Sie war damit einer der bedeutendsten Teile der Preußischen Staatsbahnen.

##### Westfälische Eisenbahn

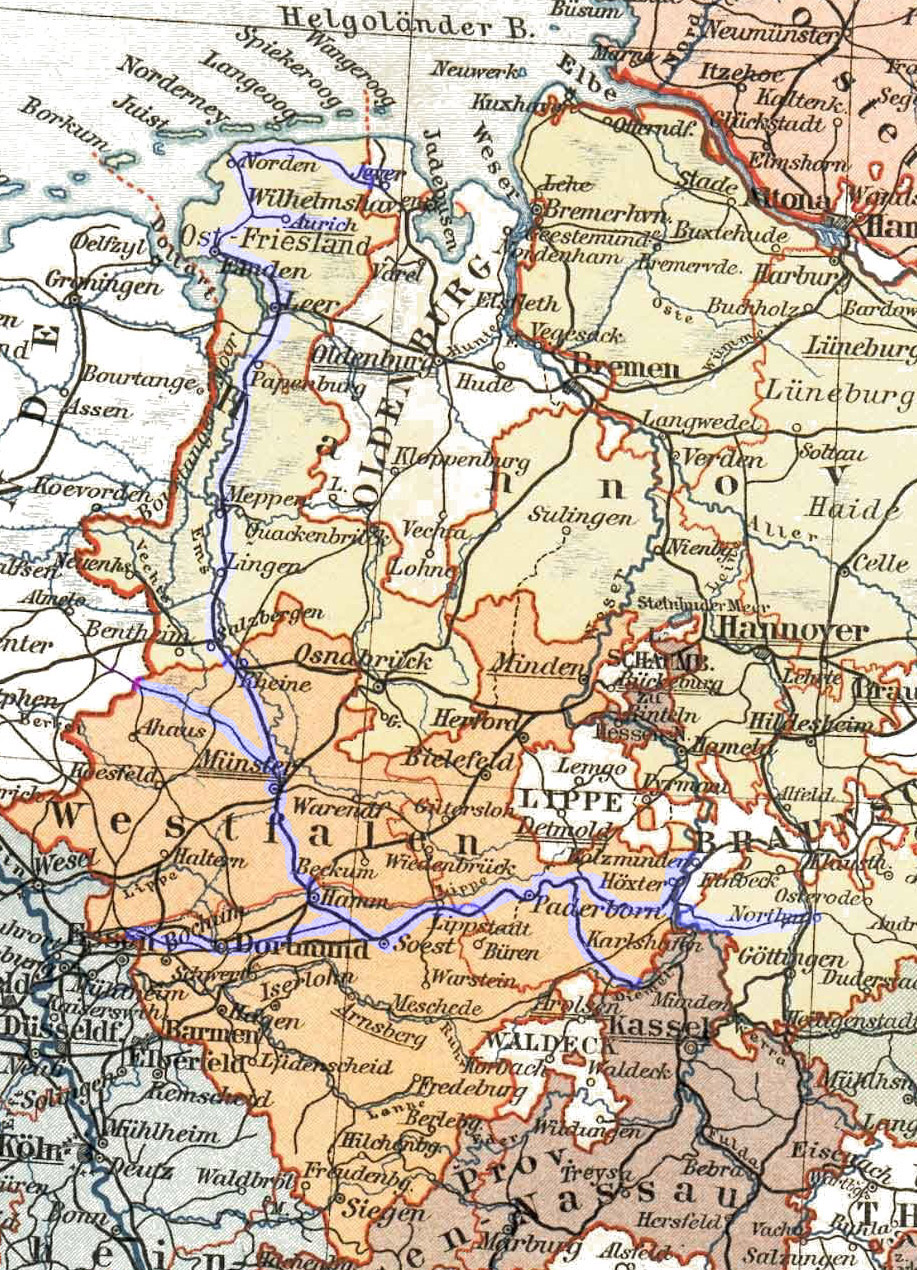
Streckennetz der Westfälischen Eisenbahn um 1880

Um die 32 Kilometer lange Lücke zwischen Hamm und Lippstadt, zwischen der 1848 eröffneten, in Richtung der Seehäfen führenden Strecke der Münster-Hammer Eisenbahn-Gesellschaft und der zur selben Zeit im Bau befindlichen Strecke der Köln-Minden-Thüringischen-Verbindungs-Eisenbahn-Gesellschaft (KMTVEG) zu schließen, wurde 1850 beschlossen, die Stammstrecke der Westfälischen Eisenbahn als Staatsbahn zu bauen. Durch spätere Übernahmen von Strecken anderer Bahnen – insbesondere auch der Emslandstrecke Rheine–Emden – und eigene Ausbauten wuchs das Netz der KWE auf zuletzt etwa 600 Kilometer Länge.

##### Saarbrücker Eisenbahn
Bereits Ende 1847 wurde die Königliche Kommission für den Bau der Saarbrücker Eisenbahn mit der Planung der Verbindungsstrecke zwischen der pfälzischen und der französischen Bahnstrecke beauftragt. Zur Verwaltung wurde die Königliche Direction der Saarbrücker Eisenbahn mit Erlass vom 22. Mai 1852 eingerichtet. Am 16. November 1852 wurde die 37 Kilometer lange Strecke von der bayerischen Grenze bei Bexbach über Neunkirchen und Saarbrücken zur französischen Grenze in Betrieb genommen.

#### Betriebsübernahmen privater Bahnen
Bis 1859 folgten weitere Jahre energischer Staatsbahnpolitik unter dem Handelsminister August von der Heydt. Obwohl ein Liberaler, vertrat v. d. Heydt ebenso wie der liberale Finanzminister Hansemann die Auffassung, dass rein marktwirtschaftlich geführte Eisenbahnen nicht ohne nachteilige Folgen für die Gesamtwirtschaft bleiben würden. August v. d. Heydt benutzte in der Folge jeweils passende Paragraphen des Preußischen Eisenbahngesetzes, um Privatbahnen aufzukaufen, die in finanzielle Schwierigkeiten geraten waren, und dies nicht nur auf dem Territorium von Preußen, sondern auch in angrenzenden deutschen Ländern.
So erbaute die 1846 gegründete Stargard-Posener Eisenbahn-Gesellschaft (SPE) eine 170 Kilometer lange eingleisige Hauptbahn, die die beiden Provinzhauptstädte Stettin und Posen verband. Weil die Erträge des Unternehmens in der Anfangszeit nicht den Erwartungen entsprachen, griff der Staat ein und unterstellte die SPE 1851 der Königlichen Direktion der Ostbahnen in Bromberg, dann 1857 der ebenfalls zeitweise vom Staat verwalteten Oberschlesischen Eisenbahn. Als endgültiges Datum der Verstaatlichung werden der 1. Januar 1883 und der 1. Juli 1886 genannt, obwohl die Aktiengesellschaft noch weiter bestand.

Hauptstrecke der Niederschlesisch-Märkischen Eisenbahn um 1847

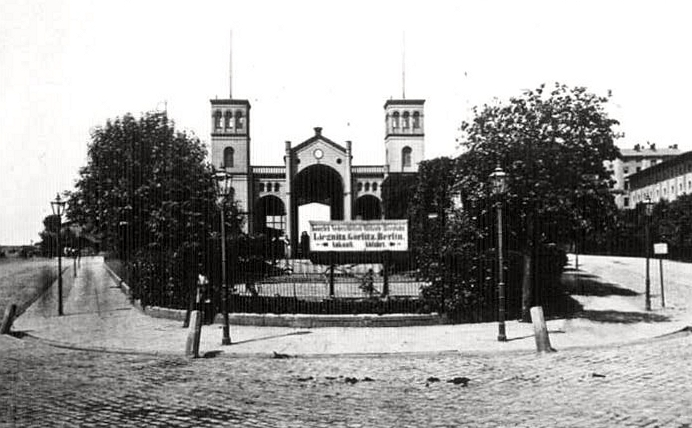
Niederschlesisch-Märkischer Bahnhof in Breslau um 1880

Bei der Niederschlesisch-Märkischen Eisenbahn hatte der preußische Staat nach Erwerb eines Aktienpakets 1850 die Betriebsführung und 1852 auch durch Kauf das gesamte Eigentum der Bahn übernommen. Nach der Übernahme durch den Staat wurde die NME jenseits des eigenen Streckenbetriebes ein Instrument der preußischen Eisenbahnpolitik. Die nun in staatlicher Hand befindlichen technischen und betrieblichen Kompetenzen der NME wurden nun auch zum Bau oder zur Vollendung weiterer Bahnen und zu deren Betrieb genutzt. Mit dem betrieblichen Potential stand daneben auch ein politisches Druckmittel zur Verfügung, mit dem das Verhalten anderer Gesellschaften beeinflusst werden konnte.
- So konnte der Staat Preußen ab 1857 die Bahnstrecke von Berlin bis Frankfurt mit der Anschlussstrecke bis Küstrin als Zubringer zu der zunächst noch unvollendeten Ostbahn benutzen.
- Da die englische Importkohle erheblich billiger war als die schlesische Kohle, war es dem Staat ein besonders Anliegen, die Wettbewerbsfähigkeit der einheimischen Kohle durch einen „Einpfennigtarif“ der Transporte zu fördern. Dagegen sträubte sich die Oberschlesische Eisenbahn. Handelsminister v. d. Heydt setzte daraufhin 1852 deren Direktorium mit der Drohung unter Druck, die NME zu beauftragen, auf den Strecken der Oberschlesischen Bahn Kohlentransporte zum Einpfennigtarif durchführen zu lassen. Dieses Vorgehen erlaubte formal der § 27 des preußischen Eisenbahngesetzes (prEG). Die oberschlesische Eisenbahn gab nach, mit dem Ergebnis, dass sich deren Kohlentransporte nahezu vervierfachten und auch die Einnahmen stiegen.[2]
- Als am 15. Oktober 1851 die erste Berliner Verbindungsbahn fertiggestellt war, wurde die Betriebsführung des Güterverkehrs der NME übertragen.
- Beim Bau der Berliner Nordbahn musste sich die dazu gegründete Berliner Nord-Eisenbahn-Gesellschaft mangels finanzieller Reserven am 15. Dezember 1875 auflösen. Der preußische Staat erwarb die unvollendete Bahn und übertrug die weiteren Baumaßnahmen der NME. Dabei wurde deren „Königliche Direktion der Niederschlesisch-Märkischen Eisenbahn“ am 21. Februar 1880 zur „Königlichen Eisenbahn-Direktion zu Berlin (KED)“ mit entsprechend erweitertem Aufgabenbereich umgewandelt.
- Am 17. Juli 1871 wurde die mit staatlichen Mitteln erbaute „Neue Verbindungsbahn“, die spätere Berliner Ringbahn, für den Güterverkehr in Betrieb genommen. Mit dem Bau und der Betriebsführung war die NME beauftragt.

#### Das Eisenbahnsteuergesetz
Das Preußische Eisenbahngesetz sah auch die Möglichkeit von Eisenbahnabgaben vor. Auch dies nutzte v. d. Heydt, um Finanzmittel für den Erwerb von Eisenbahnen zu gewinnen. Er initiierte gegen den Protest der Eisenbahnaktionäre ein Gesetz, das eine progressive Steuer auf die Gewinne der privaten Eisenbahngesellschaften vorsah und am 30. Mai 1853 verkündet wurde. Der Ertrag der Steuer sollte zum Erwerb von Stammaktien der Eisenbahnunternehmen verwendet werden. Ebenso sollte aber auch mit den Dividenden der sich bereits in Staatshand befindlichen Aktien verfahren werden. Mit dieser Maßnahme sollten also gewissermaßen die Aktionäre eine kommende Verstaatlichung ihrer Eisenbahnen schon vorausfinanzieren.
1862 wurde v. d. Heydt im Ministerium Bismarck zum Finanzminister und Graf Heinrich Friedrich von Itzenplitz zu seinem Nachfolger für das Departement des Handels berufen.

### Die Ära Itzenplitz 1862–1873

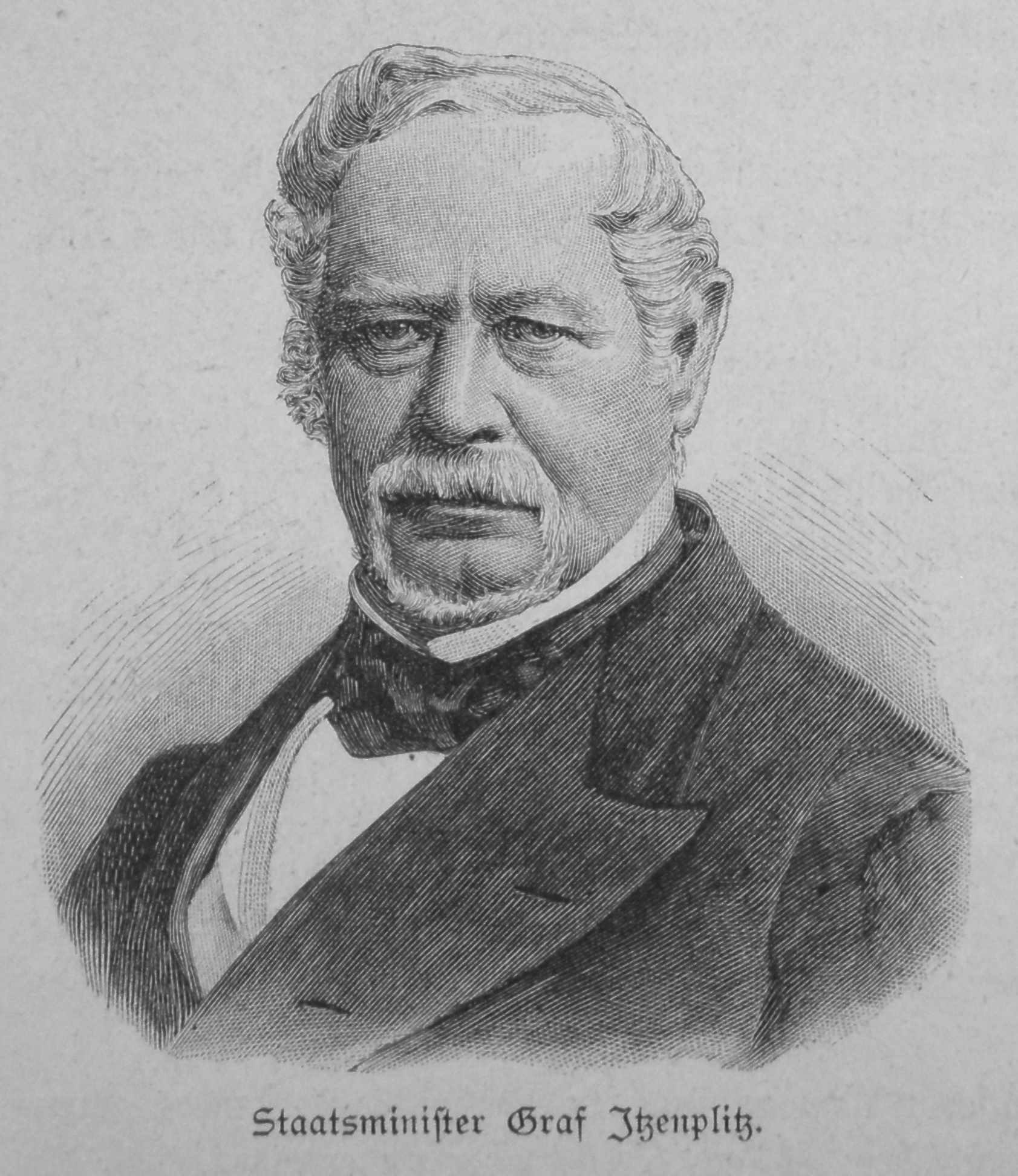
Graf Heinrich Friedrich von Itzenplitz

Ab 1859 setzten sich mit dem Aufkommen der Deutschen Freihandelspartei in Preußen demgegenüber wieder liberalere Ansichten durch, die auch den Rückzug des Staates aus dem Eisenbahnwesen und das freie Unternehmertum für den Bahnbau forderten. Der Paragraph 6 des Gesetzes vom 30. Mai 1853 wurde aufgehoben mit der Wirkung, dass ab diesem Zeitpunkt die Eisenbahnsteuer und die Erträge der bereits in Staatsbesitz befindlichen Aktien direkt in den Staatshaushalt flossen.
Da auch Itzenplitz ein Anhänger des Privatbahngedankens war, wurden die Bemühungen um eine Staatsbahn in Preußen zu diesem Zeitpunkt nicht weiter verfolgt. Daneben spielte auch eine Rolle, dass nach dem von Bismarck beigelegten Verfassungskonflikt um die Militärreform kein neuer Streitpunkt gewünscht wurde, wie es die Staatsausgaben für den Eisenbahnbau gewesen wären.

#### Zugewinne durch den Preußisch-Österreichischen Krieg
Im Frühjahr 1866 sah sich der nunmehrige Finanzminister v. d. Heydt entgegen seiner vorher verfolgten Eisenbahnpolitik gezwungen, Aktienanteile an der Köln-Mindener Eisenbahn-Gesellschaft und einigen weiteren Eisenbahnen zu veräußern. Das Geld wurde für den Preußisch-Österreichischen Krieg benötigt, der dann zur Annexion mehrerer deutscher Staaten durch Preußen führte. Deren Staatsbahnen fielen damit ebenfalls in preußischen Besitz, und zwar waren dies die Bebraer Bahn, die Königlich Hannöverschen Staatseisenbahnen, die Nassauische Staatsbahn und die Frankfurter Anteile an der kondominal organisierten Main-Neckar-Eisenbahn-Gesellschaft. Mit diesen wuchs das staatliche Eisenbahnnetz in Preußen um 1069 Kilometer.

#### Eisenbahnkonzessionen als Spekulationsobjekte
Itzenplitz’ Eisenbahnpolitik zeichnete sich jedoch im Folgenden weitgehend durch Prinziplosigkeit aus, die von Itzenplitz sogar ausdrücklich zum Programm erklärte. Die freizügige Gewährung von Konzessionen führte insbesondere nach dem Deutsch-Französischen Krieg 1870/1871 zu einem Gründungsboom im Eisenbahnbau, der viele Spekulanten anlockte. Viele der konzessionierten Bahnen wurden schon in der Gründungsphase notleidend.
Am 14. Januar 1873 rechnete der Abgeordnete Eduard Lasker bei der ersten Lesung des Gesetzes mit der Eisenbahnpolitik von v. Itzenplitz ab. Er warf ihm vor, Konzessionen nach Gutdünken zu erteilen. Leute wie der Spekulant und „Eisenbahnkönig“ Bethel Henry Strousberg könnten beim Handelsminister durchsetzen, was sie wollten. Lasker nannte Namen hochgestellter Persönlichkeiten, die Konzessionen erworben hatten, um diese gegen den sogenannten Gründergewinn wieder zu veräußern, ohne die Bahnen wirklich betreiben zu wollen. Als Konsequenz von Laskers Rede wurde eine Untersuchungskommission eingesetzt, die zu dem Ergebnis kam, dass aus volkswirtschaftlicher Sicht die Verstaatlichung der Bahnen geboten war. Die unmittelbare Folge des Berichts war der Rücktritt von v. Itzenplitz am 15. Mai 1873.

#### Bau der Neuen Verbindungsbahn in Berlin

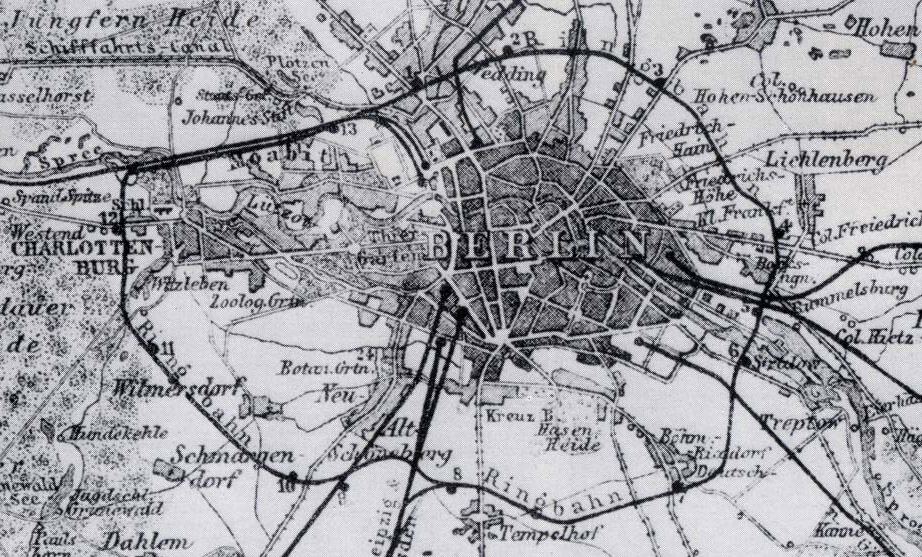
Berliner Ringbahn 1877

Trotz der Passivität von Itzenplitz wurde 1867 der dringend notwendige Bau der Neuen Berliner Verbindungsbahn eingeleitet, die die unzulängliche und auf den Straßen Berlins sehr störende erste Berliner Verbindungsbahn ablösen sollte. Deren Strecke führte zunächst von Moabit (heute Westhafen) über Stralau-Rummelsburg nach Schöneberg zum Bahnhof der Berlin-Potsdamer Eisenbahn und konnte 1871 in Betrieb genommen werden. Mit dem Bau und der Betriebsführung war die Niederschlesisch-Märkische Eisenbahn beauftragt. Bis 1877 wurde die Strecke über Wilmersdorf und Charlottenburg (heute Westend) bis Moabit erweitert, damit war 1877 die Berliner Ringbahn entstanden.

### Die Ära Achenbach 1873–1878

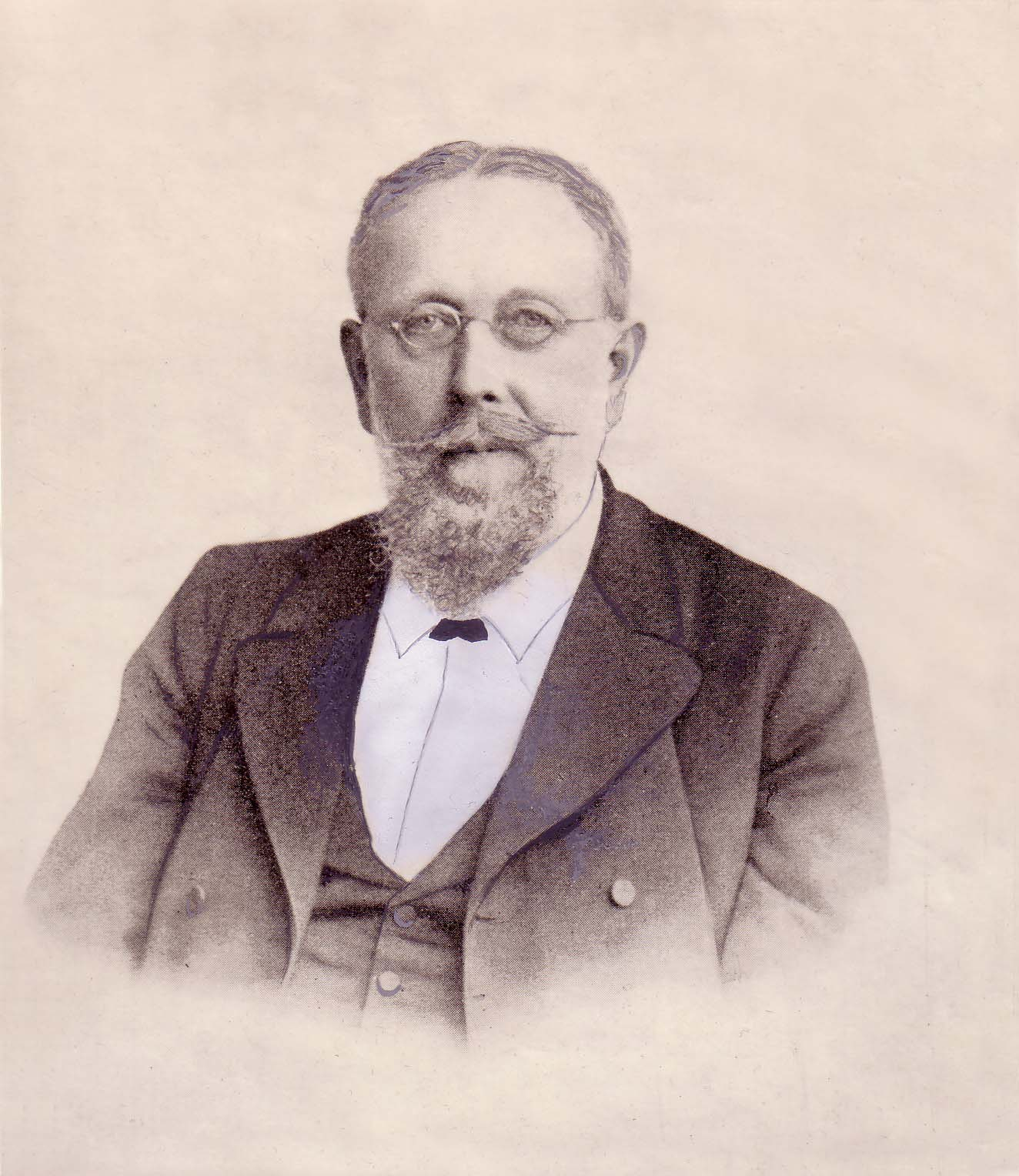
Heinrich von Achenbach

Als Nachfolger des zurückgetretenen von Itzenplitz wurde Heinrich Achenbach zum Minister für Handel, Gewerbe und öffentliche Arbeiten von Preußen ernannt. Achenbach trat 1878 von dem Amte zurück, um der Berufung zum Oberpräsidenten von Westpreußen zu folgen.

#### Bismarcks Eisenbahnpolitik

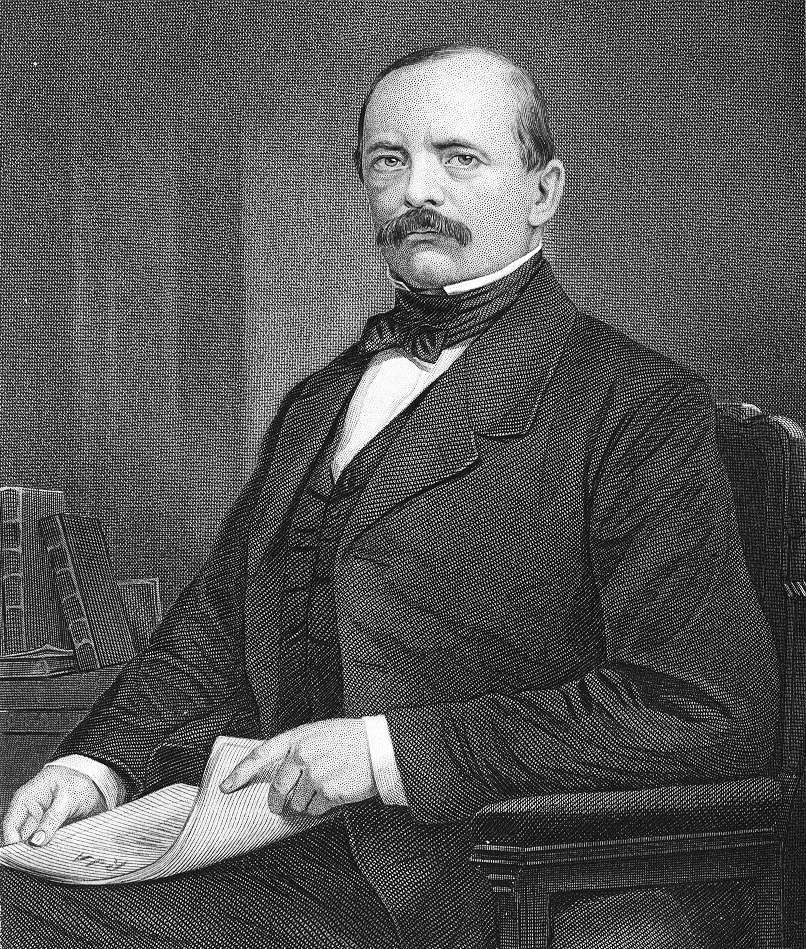
Otto von Bismarck

Der preußische Ministerpräsident Bismarck, der in Personalunion auch deutscher Reichskanzler war, strebte generell die Schaffung einer deutschen Reichseisenbahn an. Er nahm 1873 die Vorgänge nach der Rede des Abgeordneten Lasker zum Anlass, im gleichen Jahr ein Reichseisenbahnamt einzurichten.
Als dessen Leiter berief er Albert Maybach, der zuvor unter anderem Vorsitzender des Direktoriums der Oberschlesischen Eisenbahn und von 1863 bis 1867 Leiter der Ostbahn war. Dieser sollte zunächst den Entwurf eines Reichseisenbahngesetzes erarbeiten, was jedoch am Widerstand der anderen deutschen Länder scheiterte.
Ebenso wurde zur Jahreswende 1875/1876 abgelehnt, die großen Eisenbahnverbindungen in Deutschland zu einem geschlossenen System reichseigener Bahnen zu vereinigen, ein Projekt, das ebenfalls Bismarck zugeschrieben wird. Maybach legte daher seine Stelle als Präsident des machtlosen Reichseisenbahnamtes 1876 nieder und wurde zum Unterstaatssekretär im preußischen Handelsministerium ernannt.
Nach dem Scheitern dieses Projektes ging Bismarck mit aller Energie daran, die Privatbahnen in Preußen zu verstaatlichen. Es wird gesagt, dass Bismarck beabsichtigte, durch die schiere Übermacht einer großen preußischen Staatsbahn die anderen Staaten zum Einlenken gegenüber dem Reichsbahngedanken zu bringen.

#### Bahnbauten 1873–1878
Unter Achenbach erfolgten als wesentliche Ereignisse des Eisenbahnbereiches der Bau der „Kanonenbahn“ und der Ausbau der Verbindungsbahn zur Berliner Ringbahn.

Tabelle über den Umfang der Haupt- und Nebenbahnen unter preußischer Staatsverwaltung 1850–1879

Ab 1871 wurde von Seiten des Militärs der Wunsch nach einer strategischen Eisenbahn nach Wetzlar laut. Die vorgesehene Streckenführung hatte keine oder nur geringe zivile Bedeutung, jedoch hatte der preußische Staat mit den französischen Reparationszahlungen die Mittel, um diese als militärstrategisch wichtig propagierte Strecke zu bauen. Private Pläne zum Eisenbahnbau auf gleicher Strecke wurden abgelehnt, wie etwa das am 12. Juni 1872 eingereichte Konzessionsgesuch des „Vereins für die Gründung einer directen Eisenbahn von Berlin nach Frankfurt am Main“ an den Preußischen Minister für Handel, Gewerbe und öffentliche Arbeiten. Mit dem „Gesetz, betreffend die Aufnahme einer Anleihe in Höhe von 120 Millionen Thalern zur Erweiterung, Vervollständigung und besseren Ausrüstung des Staatseisenbahnnetzes, vom 11. Juni 1873“ wurde der Bau dieser sogenannten Kanonenbahn beschlossen und die Ermächtigung zu den erforderlichen Schuldverschreibungen gefasst. Von der insgesamt 805 Kilometer langen Verbindung von Berlin bis Metz wurden 513 Kilometer einzelne Verbindungsstrecken ab 15. August 1873 zwischen den schon bestehenden Bahnen durch den preußischen Staat gebaut.
Die Strecke der Neuen Verbindungsbahn wurde bis 1877 vom Bahnhof Schöneberg über Charlottenburg zurück nach Moabit zum 37 Kilometer langen Rundkurs der Berliner Ringbahn vervollständigt.
In Achenbachs Zeit, jedoch offenbar in die Zuständigkeit des Kriegsministeriums fiel auch der Bau der Militäreisenbahn Berlin-Marienfelde-Zossen. Hier verpflichtete das Kriegsministerium federführend die Berlin-Dresdener Eisenbahn am 9. Januar 1873 dazu, westlich neben ihren Gleisen eine Trasse für die ausschließlichen Zwecke des Militär-Eisenbahnbataillons zu bauen.

### Die Ära von Maybach 1878–1891

Albert von Maybach

Tabelle über die in Staatsbesitz übernommenen preußischen Eisenbahngesellschaften in Brockhaus Konversationslexikon von 1896, Seite 428

Nach Achenbachs Rücktritt trat der vormalige Leiter des Reichseisenbahnamtes und bisherige Unterstaatssekretär Albert Maybach – zunächst kommissarisch – am 30. März 1878 an die Spitze des Handelsministeriums.

#### Übernahme der Berliner Stadtbahn
Die Übernahme der Berliner Stadtbahn durch den bereits finanziell als Gesellschafter daran beteiligten Staat erfolgte, als die „Berliner Stadteisenbahngesellschaft“ 1878 zahlungsunfähig wurde. Der Staat übernahm den Bau und Betrieb auf eigene Kosten unter finanzieller Beteiligung der vier ausgeschiedenen Gesellschafter und der an die neue Strecke anschließenden Bahnen. Die Bauleitung wurde am 15. Juli 1878 der neu gegründeten „Königlichen Direktion der Berliner Stadteisenbahn“ übertragen, unter der Leitung von Ernst Dircksen.

#### Ministerium der öffentlichen Arbeiten
Nach dem erfolglosen Versuch mit dem Reichseisenbahnamt übertrug von Bismarck mit Gesetz vom 7. August 1878 alle Eisenbahnangelegenheiten Preußens dem im April 1878 von dem Departement Handel und Gewerbe abgetrennten Ministerium der öffentlichen Arbeiten, das Maybach, Handelsminister noch bis Juli 1879, in Personalunion ebenfalls leitete. Er wurde 1888 vom Deutschen Kaiser geadelt. Das Rücktrittsgesuch als Minister der öffentlichen Arbeiten reichte Albert von Maybach am 1. Mai 1891 ein, seine Amtszeit endete am 20. Juni 1891.

#### Umfassende Verstaatlichungen und Neuorganisation
Maybach schlug dem preußischen Abgeordnetenhaus sogleich die Übernahme von vier wichtigen Privatbahnen mit insgesamt 3.500 Kilometer Länge vor. Zum 1. Januar 1880 übernahm Preußen Betrieb und Verwaltung der Rheinischen, der Köln–Mindener und der Magdeburg-Halberstädter Eisenbahn. Kurz zuvor war per Gesetz die Neuorganisation der nun stark vergrößerten Staatsbahn neu geregelt worden. An der Spitze stand als „Eisenbahnministerium“ das Ministerium der Öffentlichen Arbeiten. Darunter gab es zunächst 11 Eisenbahndirektionsbezirke:
- Altona (Hamburg)
- Berlin
- Breslau
- Bromberg
- Elberfeld (Wuppertal)
- Erfurt
- Frankfurt/Main
- Hannover
- Köln linksrheinisch
- Köln rechtsrheinisch
- Magdeburg

Tabelle über den Umfang der Haupt- und Nebenbahnen unter preußischer Staatsverwaltung 1880–1896

Die Direktionen waren alle gleich und in drei Abteilungen strukturiert:
1. Etats- und Kassenwesen,
2. Verkehr und
3. Bau- und Werkstättenwesen.

Verwaltungsbezirke 1904

Darunter gab es 75 Betriebsämter. Diese Struktur war den vorherigen Zuständen weitgehend angeglichen: Die bereits bestehenden Direktionen wurden übernommen, Betriebsämter traten an die Stelle bisheriger Privatbahnverwaltungen und die Kommunikation zwischen Eisenbahnverwaltung und Kunden änderte sich so kaum. Der Übergang von der Privat- auf die Staatsbahn gelang reibungslos.
Der ersten großen Übernahme von 1880 folgte die der Berlin-Hamburger Eisenbahn zum 1. Januar 1884 mit Zustimmung der Regierungen von Hamburg und Mecklenburg-Schwerin. Sie waren zu diesem Zeitpunkt nicht mehr Miteigentümer der Bahn, nur noch Aufsichtsbehörde. Eine „Königliche Eisenbahndirektion für die Verwaltung der Berlin-Hamburger Eisenbahn“ nahm am 17. Mai 1884 ihren Betrieb auf. 1886 wurden die genannten Gesellschaften liquidiert.
Folgend wurden die meisten Privatbahnen übernommen, sodass 1885 etwa 11.000 Kilometer ehemaliger Privatbahnen in preußisches Staatseigentum übergegangen waren. Während 1870 nur rund ein Drittel aller preußischen Eisenbahnlinien in Staatsbesitz war, gehörten dem Staat 1895 bereits 26.483 Streckenkilometer (einschließlich unter Staatsverwaltung stehender Privatbahnen). Privatbahnen in eigener Verwaltung und außerpreußische Staatsbahnen umfassten zu diesem Zeitpunkt noch 2.270 Kilometer in Preußen, die von 58 Verwaltungen betrieben wurden.

### Die Ära von Thielen 1891–1902

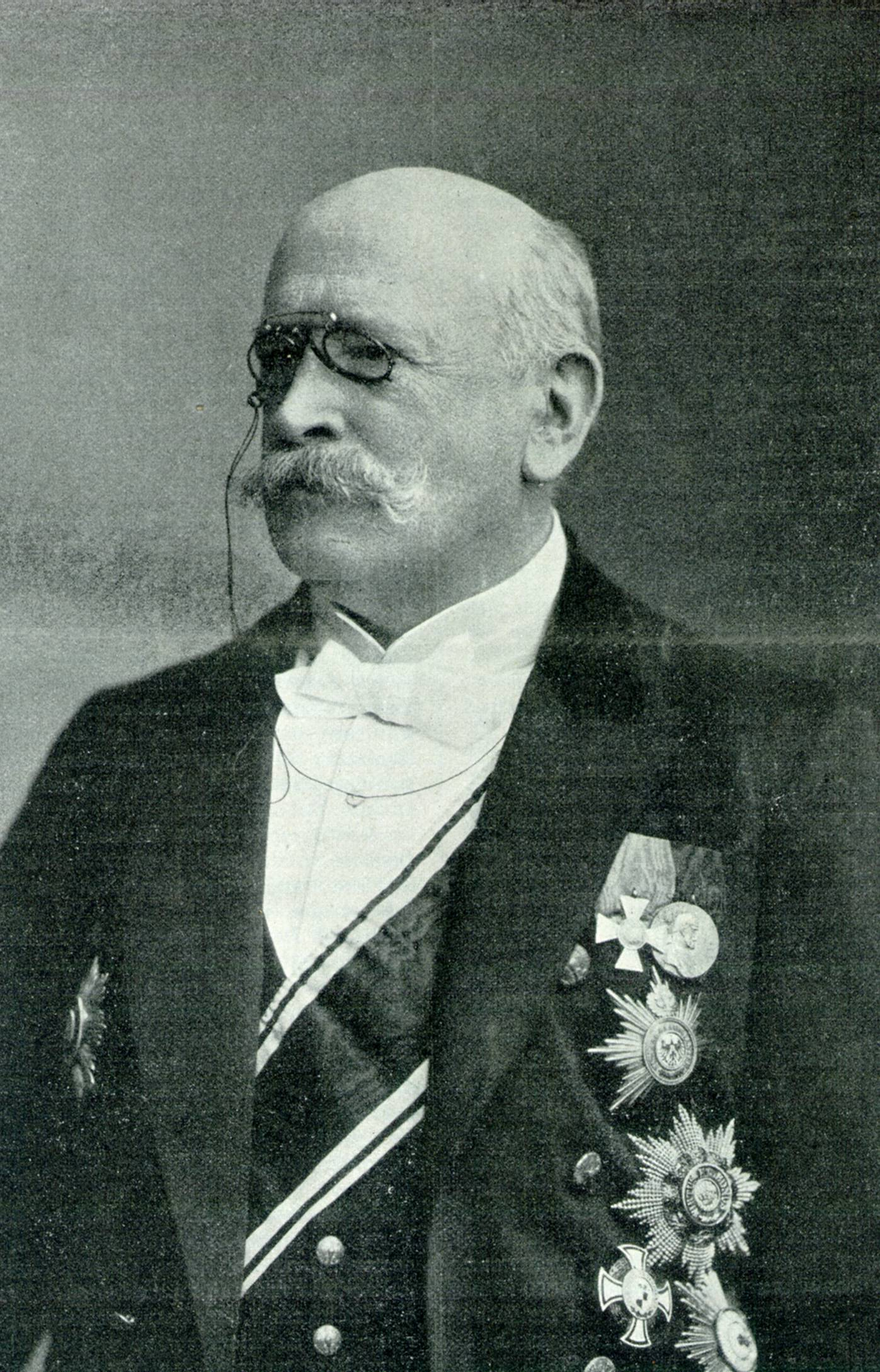
Karl von Thielen

Nachfolger von v. Maybach wurde am 22. Juni 1891 Karl von Thielen, zuvor Mitglied der Eisenbahndirektionen Breslau, und der Rheinischen Eisenbahn-Gesellschaft sowie Präsident der Eisenbahndirektionen Elberfeld und Hannover. Thielen wurde gelegentlich auch als „Eisenbahnminister“ bezeichnet.
Gegenüber seinen Vorgängern in diesem Amt hatte von Thielen – vor allem hinsichtlich der Tarifgestaltung – erheblich beschnittene Kompetenzen, die mit den vielfältigen Auswirkungen bei Veränderungen auf die anderen Ressorts begründet wurden. Tatsächlich waren später in den Sitzungen der Staatskanzlei immer wieder die Genehmigung oder Versagung von Sondertarifen für bestimmte Güterladungen sowie auch wiederholt die Freifahrtenregelungen für höhergestellte Beamte Thema. Ab 5. Juli 1891 wurde Thielen auch Chef des Reichseisenbahnamtes und blieb in beiden Ämtern bis zum 23. Juni 1902.

#### Neues Dienstgebäude der Königlichen Eisenbahndirektion Berlin
Von 1892 bis 1895 wurde am Schöneberger Ufer im Bezirk Friedrichshain-Kreuzberg für 1,6 Millionen Mark das neue Dienstgebäude der Königlichen Eisenbahndirektion Berlin errichtet.

#### Neue Verwaltungsstruktur ab 1895
Besondere Verdienste erwarb sich Thielen mit der Neuordnung der Staatseisenbahnverwaltung, die nach jahrelanger Vorbereitung am 1. April 1895 in Kraft trat. Sie war erforderlich, weil durch den starken Streckenzuwachs – durch Neubau und Verstaatlichung – die Zuständigkeitsbereiche der Direktionen unhandlich groß geworden waren und ein erheblicher Aufwand für die interne Kommunikation entstand. Die Zahl der ursprünglich 11 Direktionen wurde auf 20 erhöht. Die neuen Direktionen waren:
- Danzig
- Essen
- Halle
- Kassel
- Kattowitz
- Königsberg
- Münster
- Posen
- Saarbrücken
- Stettin

Gleichzeitig wurden die beiden Kölner Direktionen (linksrheinisch und rechtsrheinisch) zusammengelegt, so dass nun insgesamt 20 Direktionen bestanden. Die 75 Betriebsämter, die untere Verwaltungsebene, wurden aufgelöst. Deren Zuständigkeiten wurden teils auf die Direktionen, teils auf die Inspektionen verlagert. Ab 1910 wurden die Inspektionen dann ebenfalls als „Ämter“ bezeichnet. Durch diese Reform wurden etwa 3.000 Beamte (17 %) eingespart. Zu der Reform schrieb später die Vossische Zeitung:

„Die Organisation von 1895 hat die Verwaltung vereinfacht und einen geordneten Geschäftsgang ermöglicht. Die Organisation der Eisenbahndirektionen hatte den Zweck, das Verantwortlichkeitsgefühl und die Arbeitsfreudigkeit der Mitglieder der Direktionen zu steigern. Dieser Zweck ist voll erreicht worden.“

#### 1897 – Preußisch-Hessische Eisenbahngemeinschaft

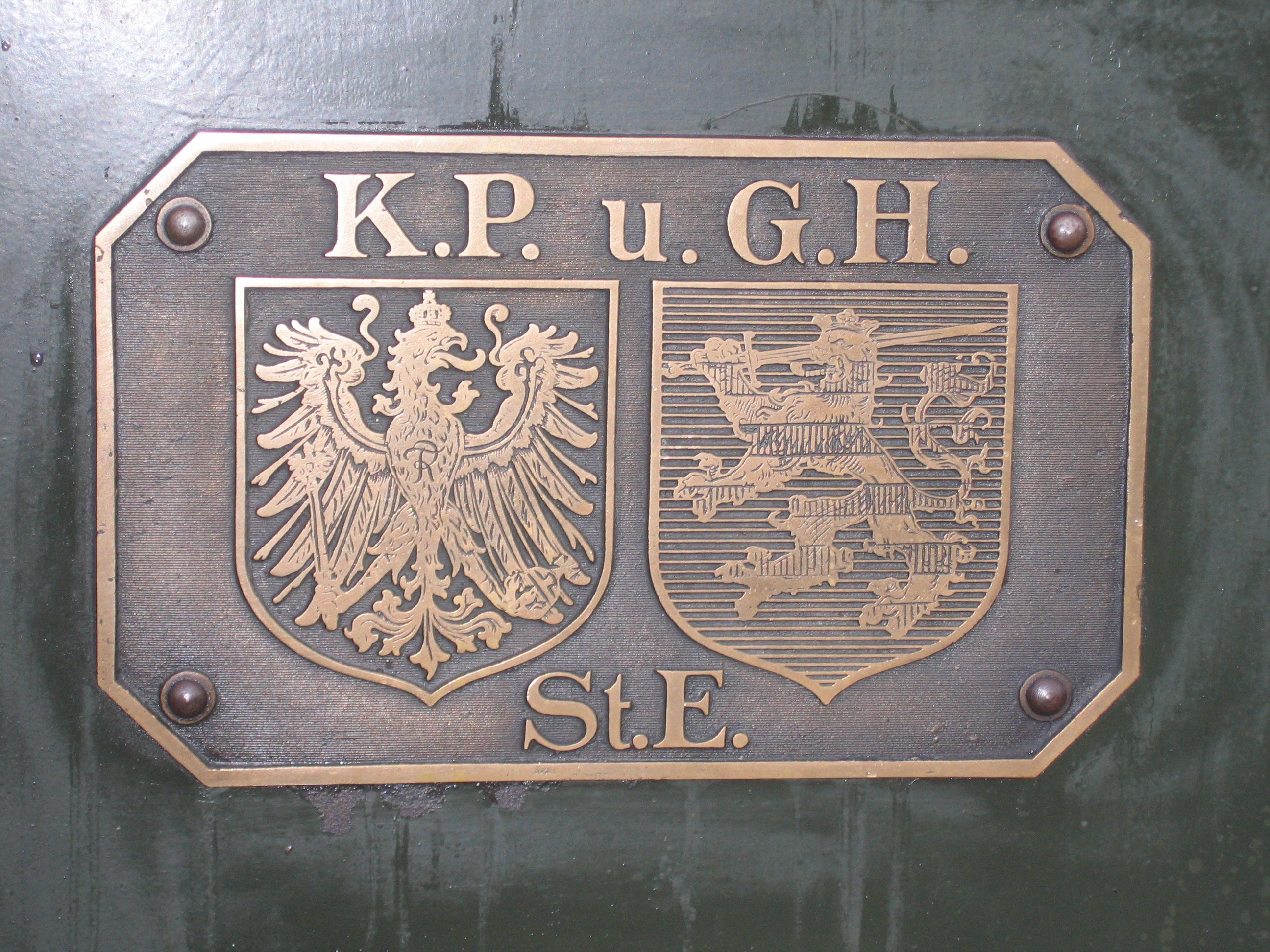
Königlich Preußische und Großherzoglich Hessische Staatseisenbahnen: K.P. u. G.H. St.E.

Das Großherzogtum Hessen-Darmstadt bestand im Wesentlichen aus zwei Teilen, dessen nördlicher Teil Oberhessen nach 1866 von der nunmehr preußischen Provinz Hessen-Nassau umschlossen war. Die in den südlichen Landesteilen den Provinzen Starkenburg und Rheinhessen tätige Hessische Ludwigs-Eisenbahngesellschaft (HLB) war eine der größten Privatbahnen im Deutschen Reich, nach dem Entstehen der Preußischen Staatsbahnen aber in einer wirtschaftlich schwierigen Lage. Nach Absprache zwischen der HLB und den beiden beteiligten Staaten fusionierte die HLB zum 1. April 1897 mit der Preußischen Staatsbahn unter der gemeinsamen Bezeichnung „Preußisch-Hessische Eisenbahnbetriebs- und Finanzgemeinschaft“. Die Direktion der HLB wurde in die 21. preußische Eisenbahndirektion umgebildet, die Eisenbahndirektion Mainz. Hessen konnte Einfluss auf die Besetzung der leitenden Beamtenstellen nehmen. Technik und Betriebsablauf entsprachen aber den preußischen Vorschriften. Alle Beamten trugen die preußische Uniform, die hessischen durften allerdings zusätzlich ein hessisches Abzeichen anbringen. Anschließend, 1897, wurde die Länge der preußischen Staatseisenbahnen einschließlich der außerhalb Preußens gelegenen Strecken mit 29.011 Kilometern angegeben.

#### Wirtschaftliche Bedeutung zur Jahrhundertwende 1900
Welches finanzielle bzw. wirtschaftliches Potential die Staatseisenbahnen darstellten, zeigen einzelne herausgegriffene Vermerke aus den Sitzungsprotokollen des preußischen Staatsministeriums, bei der die Fachminister anwesend waren:
- 15. Januar 1894: Finanzminister Johannes von Miquel weist darauf hin, dass die Staatseisenbahnen ein Kapital von sechs Milliarden Mark repräsentieren.
- 30. Dezember 1896: im Rechnungsjahr 1895/1896 wurden für 65 Millionen Mark „ausschließlich im Inlande“ Wagen und Lokomotiven für die Staatsbahnen geordert.
- 16. November 1897: Die Staatseisenbahnen erzielten seit dem 1. April 1897 eine Mehreinnahme von 33 Millionen Mark und der Wagenmangel sei abgeebbt.
- Am 16. Dezember 1897 wird mitgeteilt, dass sich im November 1897 im Personenverkehr eine Mehreinnahme von 5,7 Millionen Mark ergeben habe.
- 16. April 1898: Das Betriebsergebnis der Staatseisenbahnen im Rechnungsjahr 1897/1898 beträgt 318,6 Millionen Mark im Personenverkehr und 781,9 Millionen Mark im Güterverkehr und somit 6,43 % bzw. 4,76 % mehr.
- 17. Juni 1898: Die Mehreinnahmen der Staatseisenbahn im Mai betrugen 10,5 Millionen Mark. Miquel ermahnt die Eisenbahnverwaltung, bei den Ausgaben Maß zu halten, denn ihre Überschüsse braucht man um den Etat zu balancieren.
- 18. November 1899: Die Gesamteinnahmen der Staatseisenbahnen erreichen im Etatjahr 1899 ein Plus von 44,6 Millionen Mark gegenüber dem Vorjahr.

### Die Ära Breitenbach 1906–1918

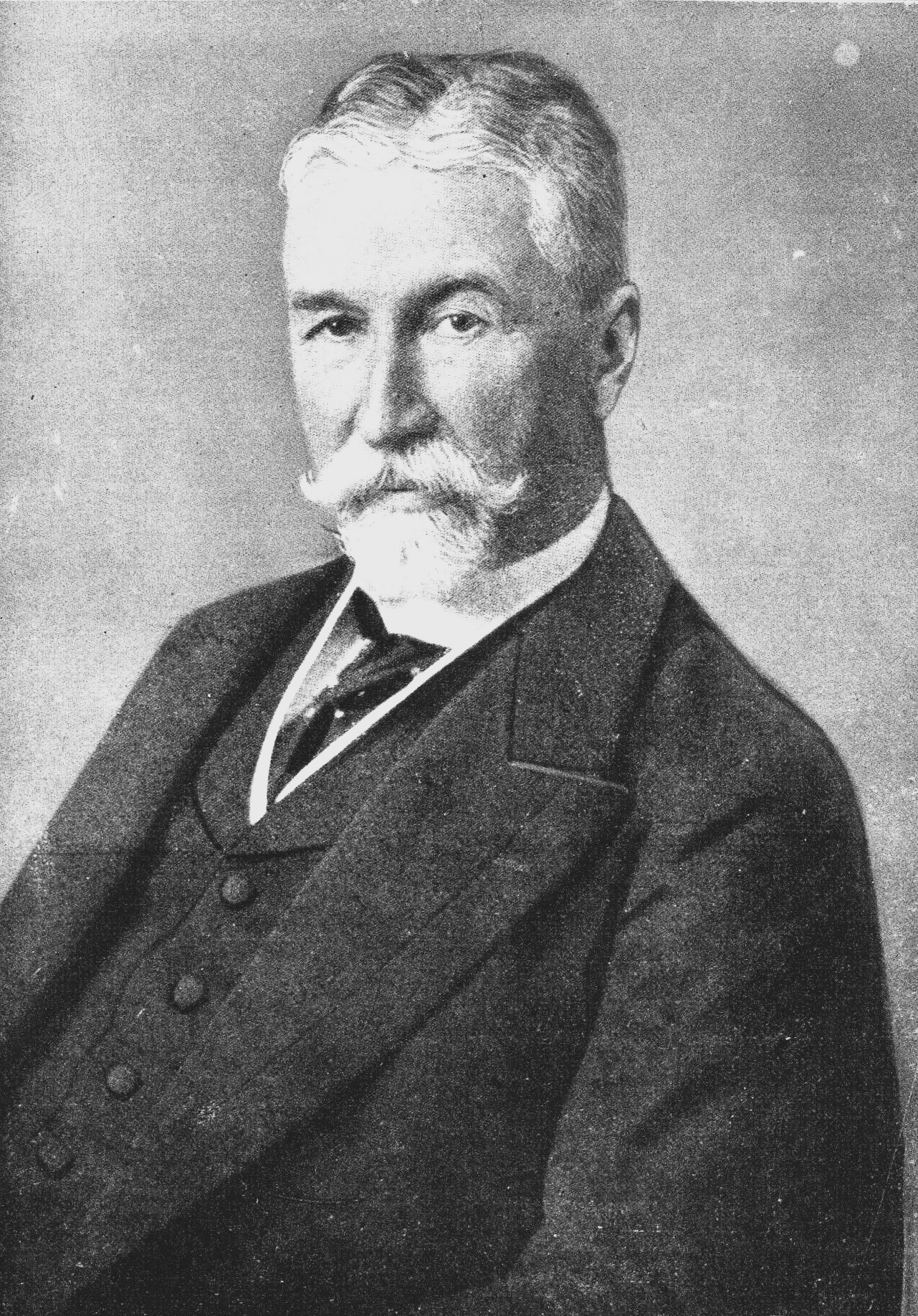
Paul von Breitenbach um 1916

Karte der Staats- und Privatbahnen im Deutschen Reich 1908. Die zu den damaligen Preußisch-Hessischen Staatsbahnen gehörigen Gebiete sind hier flächendeckend farbig unterlegt. Die verschiedenen Eisenbahndirektionen sind auf der Karte durch unterschiedliche Farben abgegrenzt.

Am 14. Mai 1906 berief der preußische Ministerpräsident und Reichskanzler Bernhard von Bülow Paul von Breitenbach – zuvor seit 1903 Präsident der Eisenbahndirektion Köln – zum Minister der öffentlichen Arbeiten sowie am 21. Mai 1906 zum Leiter des Reichseisenbahnamts. Von Breitenbach hatte u. a. 1896 die Gründung der Preußisch-Hessischen Eisenbahngemeinschaft geleitet.

#### Eisenbahnzentralamt

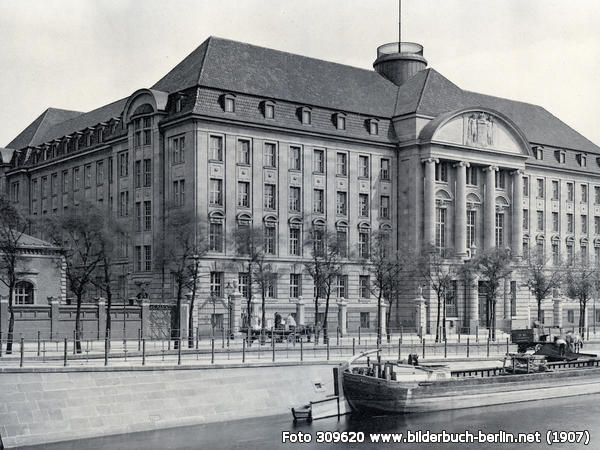
Dienstgebäude des Eisenbahn-Zentralamts in Berlin

Auf Betreiben von Wilhelm Hoff wurde zum 1. April 1907 das Königliche Eisenbahn-Zentralamt in Berlin eingerichtet, dessen erster Präsident ebenfalls Hoff wurde. Ihm folgte 1912 Richard Sarre auf diesem Posten. Das Eisenbahn-Zentralamt hatte in Preußen den Rang einer Königlichen Eisenbahndirektion und befand sich seit dem 1. April 1913 im neu erbauten Dienstgebäude Hallesches Ufer 35–36 (später 76–78) am Landwehrkanal, in der Nähe des Anhalter Bahnhofs. Es wurde später in das Reichsbahn-Zentralamt umgewandelt.

#### Anfänge eines elektrischen Betriebes
Um den elektrischen Bahnbetrieb bei hoher Geschwindigkeit zu erforschen, schlossen sich 1899 die bedeutendsten Unternehmen der Elektrotechnik, des Waggonbaues sowie Bauunternehmen und deren Banken zur Studiengesellschaft für Elektrische Schnellbahnen (St.E.S.) zusammen. Die Preußische Verwaltung war hier ebenfalls als Gesellschafter vertreten und stellte für die praktischen Versuche den 23 Kilometer langen Abschnitt zwischen Marienfelde und Zossen auf der Militäreisenbahn bei Berlin zur Verfügung. Dieser wurde mit einer dreipoligen Oberleitung für Drehstrom mit einer Spannung von 10.000 Volt versehen. Im Jahr 1903 erreichten auf dieser Strecke schließlich mehrere Versuchsfahrzeuge Geschwindigkeiten über 200 km/h, davon ein Drehstrom-Triebwagen der AEG die Rekordgeschwindigkeit von 210 km/h.
Seit 1902 untersuchten die preußische Bahnverwaltung und die AEG die Verwendung von Einphasenwechselstrom für den Antrieb von Schienenfahrzeugen. Auf der vier Kilometer langen Vorortstrecke zwischen Niederschöneweide und Spindlersfeld wurde dazu zwischen 1903 und 1906 ein Versuchsbetrieb mit Wechselspannung von 6 Kilovolt und einer Frequenz von 25 Hertz über eine Oberleitung eingerichtet. Das System wurde danach ab 1907 bei der Hamburg-Altonaer Stadt- und Vorortbahn sowie parallel dazu bei der Altonaer Hafenbahn verwendet, wobei die Elektrische Spannung auf 6,3 Kilovolt erhöht wurde. Die positiven Erfahrungen veranlassten die preußische Bahnverwaltung, auch die Fernstrecke zwischen Dessau und Bitterfeld zu elektrifizieren, und am 18. Januar 1911 führte eine leihweise verwendete Elektrolokomotive der Großherzoglich Badischen Staatsbahn die ersten Züge.

„Übereinkommen betreffend die Ausführung elektrischer Zugförderung“ von 1912, in welchem für Vollbahnen in Preußen, Baden und Bayern eine einheitliche Fahrleitungsspannung von 15 Kilovolt mit einer Frequenz von 16 ⅔ Hertz festgelegt wird, unterzeichnet von Paul von Breitenbach, Minister für öffentliche Arbeiten in Preußen; Lorenz von Seidlein, Eisenbahnminister des Königreichs Bayern und Josef Nikolaus Rheinboldt, Minister der Finanzen im Großherzogtum Baden

Der erfolgreiche Betrieb auf der Strecke Dessau ↔ Bitterfeld führte schon am 30. Juni 1911 zur Bewilligung von 9,9 Millionen Mark durch den Preußischen Landtag für die Elektrifizierung der Schlesischen Gebirgsbahn zwischen Görlitz und dem Kohlenrevier Waldenburg, deren erster elektrischer Verkehr am 1. Juni 1914 aufgenommen wurde. In der Folge wurde die Schlesische Gebirgsbahn zu einem ausgedehnten Versuchsfeld für die den elektrischen Bahnbetriebes unter schwierigen geographischen Bedingungen.
Für eine eventuelle Elektrifizierung der Berliner Stadtbahn mit 15 Kilovolt 16 ⅔ Hertz (siehe Bahnstrom) bewilligte am 9. Juni 1913 der Preußische Landtag 25 Millionen Mark. Davon sollten zehn Elektrolokomotiven, vier Triebwagen sowie eine Anzahl von motorisierten Drehgestellen beschafft werden. Bis zum Ausbruch des Ersten Weltkriegs wurden jedoch nur die Motor-Triebgestelle sowie zwei Elektrolokomotiven fertiggestellt, die dann in Schlesien eingesetzt wurden.
Bis 1920 waren insgesamt etwa 150 Streckenkilometer auf Fernbahnen in Schlesien und Mitteldeutschland und knapp 40 Streckenkilometer auf den Vorortbahnen in Berlin und Hamburg bzw. Altona/Elbe elektrifiziert. Zur Anwendung kamen folgende Stromsysteme:
- Vorortbahn Altona – Hamburg: 6,3 Kilovolt 25 Hertz Wechselspannung, Oberleitung
- Vorortbahn Berlin: 550 bzw. 750 Volt Gleichspannung, Stromschienen
- Berlin (Militäreisenbahn): 10 Kilovolt 50 Hertz Drehspannung, dreipolige Oberleitung
- Mitteldeutschland und Schlesien: 15 Kilovolt 16 ⅔ Hertz Wechselspannung, Oberleitung

#### Erster Weltkrieg

„Erinnerungsblatt“, oben: Kaiser Wilhelm II., Mitte:
Albert von Maybach, Karl von Thielen, unten: Hermann von Budde, Paul von Breitenbach

Ab 1914 wurde der Betrieb der Preußischen Staatsbahnen zunehmend von den Ereignissen des Ersten Weltkriegs beeinflusst. Dazu zählen Beschränkungen der Ausgaben, Requirierung von Eisenbahnmaterial für Kriegszwecke, so z. B. des kupfernen Fahrdrahtes von neu angelegten Fahrleitungen, Einschränkung des öffentlichen Betriebes zugunsten von Militärtransporten, sowie auch Widerstände des Eisenbahnpersonals gegen die damit zusammenhängenden Betriebsbedingungen. Am 8. November 1918 reichte Breitenbach sein Rücktrittsgesuch ein.

### Ende der Preußischen Staatseisenbahnen

#### 1919 – Verluste aus dem Ersten Weltkrieg
Bis zum Ende des Ersten Weltkrieges steigerte sich der Streckenumfang auf fast 37.500 Kilometer. Nach dem Ersten Weltkrieg musste Preußen 1919 durch den Vertrag von Versailles 4.558 Kilometer Bahnstrecken abtreten an Polen (4.115 Kilometer), Danzig (145 Kilometer), Belgien (129 Kilometer), das Memelgebiet (137 Kilometer) und die Tschechoslowakei (31 Kilometer), 1920 nochmals 250 Kilometer an Dänemark und 298 Kilometer durch die Abtrennung des Saarlandes an Frankreich.

#### 1920 – Übergang auf die Reichseisenbahnen
Durch den Staatsvertrag vom 31. März 1920 zwischen dem Reich und den Ländern Preußen, Bayern, Sachsen, Württemberg, Baden, Hessen, Mecklenburg-Schwerin und Oldenburg und das Gesetz über den Übergang der Eisenbahnen auf das Reich vom 30. April 1920 (RGBl. 1920 I, S. 773) mit Wirkung zum 1. April 1920 erfolgte der Übergang der Staatseisenbahnen dieser Länder und damit auch Preußens auf die Deutschen Reichseisenbahnen, die ab 1921 als Deutsche Reichsbahn firmierten.

## Struktur

### Leitung auf der Regierungsebene
Nach 1848 wurde der Bankier August von der Heydt in seiner Funktion als preußischer Handelsminister zum Verantwortlichen für das Eisenbahnwesen benannt. Als v. d. Heydt 1862 in das Finanzministerium wechselte, wurde Graf von Itzenplitz dessen Nachfolger, nach dessen Rücktritt 1873 wiederum Achenbach folgte und bis 1878 blieb.
Der damalige preußische Ministerpräsident und (ab 1871) Reichskanzler Otto von Bismarck übertrug nach dem Scheitern seiner Pläne für eine Reichsbahn per Gesetz vom 7. August 1878 alle Eisenbahnangelegenheiten Preußens dem neu geschaffenen Ministerium der öffentlichen Arbeiten und ernannte den vormaligen Leiter des Reichseisenbahnamtes Albert von Maybach zum Minister. Von Maybach reichte am 1. Mai 1891 sein Rücktrittsgesuch ein und wurde zum 20. Juni 1891 entlassen.

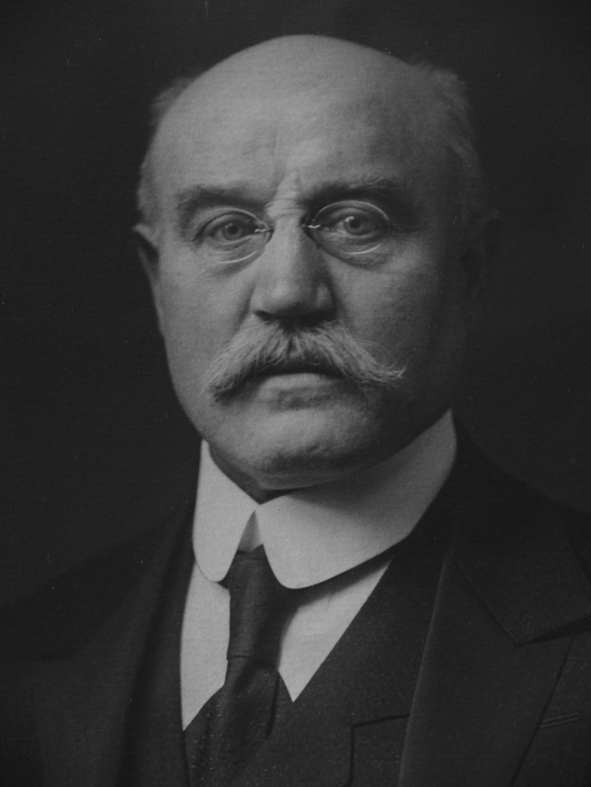
Wilhelm Hoff

Nachfolger von v. Maybach wurde am 22. Juni 1891 Karl von Thielen, auf diesen folgte Hermann von Budde bis zum 28. April 1906, wiederum gefolgt von Paul von Breitenbach vom 11. Mai 1906 bis zum 13. November 1918. Breitenbach war zuvor u. a. in Mainz Präsident der „Königlich Preußischen und Großherzoglich Hessischen Eisenbahndirektion“ der Vereinigten Preußischen und Hessischen Staatseisenbahnen, sowie ab 1903 Präsident der „Königlichen Eisenbahndirektion Cöln“. Nach Breitenbachs Rücktritt wurde Wilhelm Hoff am 14. November 1918 Minister der öffentlichen Arbeiten, trat aber selbst bereits am 25. März 1919 aufgrund politischer Meinungsverschiedenheiten wieder zurück. Sein Nachfolger als „Eisenbahnminister“ wurde Rudolf Oeser, der bis zum 21. April 1921 in diesem Amt blieb und später von 1924 bis 1926 Generaldirektor der Deutschen Reichsbahn-Gesellschaft wurde.

„Als Muster einer Staatseisenbahnverwaltung hat die durch einen Erlaß vom 24. Nov. 1879 ins Leben getretene Organisation der Verwaltung der preußischen Staatsbahnen die wichtigste Bedeutung, sowohl mit Rücksicht auf den Umfang des preußischen Staatsbahnnetzes als auch, weil dieselbe andern Staatsbahnverwaltungen als Vorbild gedient hat. Dieselbe beruht auf dem Prinzip der Dezentralisation mit drei Verwaltungsinstanzen: dem Minister in der Zentralinstanz, den Eisenbahndirektionen als Mittelhehörden und den Eisenbahnbetriebsämtern als Bezirksverwaltungsbehörden.
Der Minister hat die obere Leitung der Verwaltung; er entscheidet über die gegen die Verfügungen und Beschlüsse der Direktionen erhobenen Beschwerden. Seiner besondern Genehmigung sind aber nur diejenigen Sachen vorbehalten, welche ihrer Natur nach zur Zuständigkeit der Ministerialbehörde gehören oder ihrer besondern Wichtigkeit oder finanziellen Tragweite halber einer einheitlichen Regelung bedürfen. Neue Eisenbahnlinien dürfen nicht eher eröffnet werden, bevor hierzu nicht nach ihrer Revision und Abnahme die Genehmigung des Ministers erteilt ist.
Eine der preußischen Verwaltung eigentümliche und jetzt auch von andern Staatsbahnverwaltungen nachgeahmte Einrichtung ist endlich die Organisation von Beiräten, durch welche eine Mitwirkung der Transportinteressenten an der Verwaltung der E. zur möglichsten Sicherung einer den Verkehrsbedürfnissen entsprechenden Lösung ihrer Aufgaben stattfindet. Zu diesem Zweck sind durch Gesetz vom 1. Juni 1882 bei der Zentralverwaltung der preußischen Staatsbahnen ein Landeseisenbahnrat und bei den Staatsbahndirektionen Bezirkseisenbahnräte zur beirätlichen Mitwirkung eingesetzt. Der Landeseisenbahnrat besteht aus einem vom König zu ernennenden Vorsitzenden und dessen Stellvertreter, aus zehn von den Ministerien der öffentlichen Arbeiten, der Finanzen, des Handels und der Landwirtschaft zu ernennenden Mitgliedern (dieselben dürfen nicht unmittelbare Staatsbeamte sein) und aus Vertretern der Provinzen und einiger größerer Städte, die Wahl dieser Mitglieder wird aus Vertretern der Land- und Forstwirtschaft, der Industrie und des Handels von den Bezirkseisenbahnräten bewirkt. Durch den Landeseisenbahnrat werden alle das öffentliche Verkehrswesen betreffenden wichtigern Fragen begutachtet; außerdem werden ihm alle Angelegenheiten, betreffend Zulassung oder Versagung von Ausnahme- und Differentialtarifen, allgemeine Tarifbestimmungen und die dem Staatshaushaltsetat jährlich beizufügende Übersicht der Normaltransportgebühren, vorgelegt. Die Bezirkseisenbahnräte werden aus einer entsprechenden Zahl von Vertretern des Handelsstandes, der Industrie und der Land- und Forstwirtschaft zusammengesetzt, welche von den Provinzialausschüssen nach Anhörung der Handelskammern und landwirtschaftlichen Zentralvereine auf die Dauer von drei Jahren gewählt werden. Sie bilden ein beratendes Organ der Staatsbahndirektionen in allen die Verkehrsinteressen des engern Bezirks berührenden wichtigern Fragen, namentlich auch der Fahrplan- u. Tarifangelegenheiten.“

### Verwaltungsdirektionen

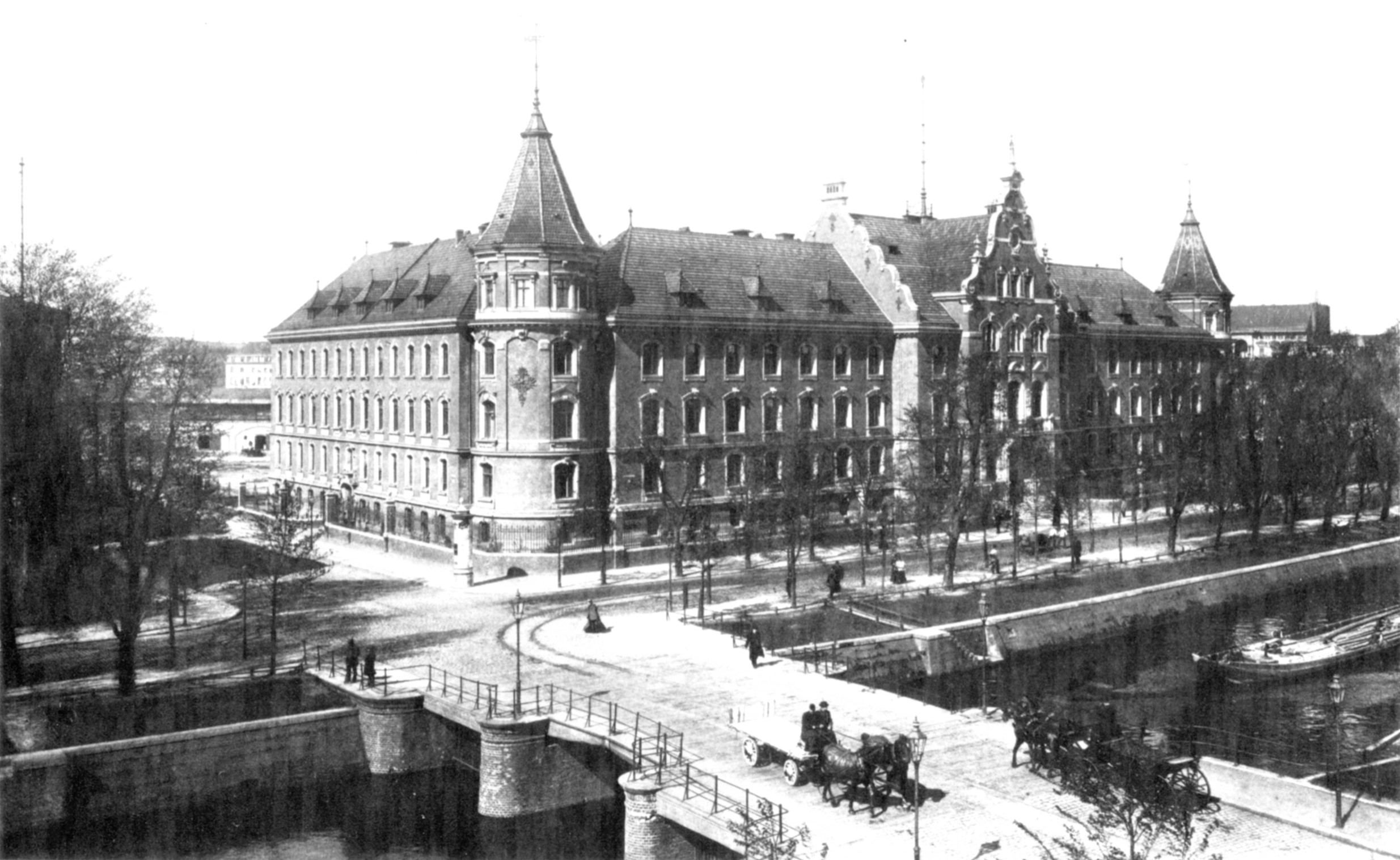
Königliche Eisenbahndirektion Berlin

Die Verwaltungen der größeren Bahnen wurden zu selbstständigen Direktionen umgebildet, die als „Königliche Eisenbahndirektionen“, kurz „KED“ und später als „Eisenbahndirektionen“ („ED“) bezeichnet wurden. Als Beispiel für den Aufbau einer solchen Direktion sei der von der Direktion Berlin nach der Umstrukturierung vom 1. April 1895 genannt:
Sie gliederte sich in neun Betriebsinspektionen, drei Maschineninspektionen, 13 Werkstätteninspektionen, eine Telegrafeninspektion und vier Verkehrsinspektionen. Der Personalbestand setzte sich neben dem Präsidenten zusammen aus 15 Mitgliedern des Direktoriums, zehn Hilfsarbeitern, einem Rechnungsdirektor, einem Rechnungsführer und 580 Büroangestellten.
Die mit der Umstrukturierung von 1895 vorgenommene Einteilung wurde im Wesentlichen von der nachfolgenden Deutschen Reichsbahn-Gesellschaft, der Deutschen Bundesbahn und der Deutschen Reichsbahn übernommen.
Für einige der Eisenbahndirektionen dieser Tabelle werden in der Literatur frühere Errichtungsdaten genannt; diese betreffen dann meist die Direktionen der früheren Privatbahnen.
| KED                                 | Errichtung       | Bemerkung |
| ----------------------------------- | ---------------- | --- |
| Kgl. Direktion der Militäreisenbahn | 15. Oktober 1875 | Militär-Eisenbahn Marienfelde–Zossen–Jüterbog, 1919 aufgelöst                                                              |
| Berliner Stadteisenbahn             | 15. Juli 1878    | „Kgl. Direktion der Berliner Stadteisenbahn“, 1882 aufgelöst                                                               |
| Bromberg                            | 1. April 1880    | vorher „Kgl. Direction der Ostbahn zu Bromberg“ gegründet 5. November 1849                                                 |
| Berlin                              | 1. April 1880    | vormals „Kgl. Direction der Niederschlesisch-Märkischen Eisenbahn“, gegründet am 1. Januar 1852                            |
| Cöln rechtsrheinisch                | 1. April 1880    | zum 1. April 1895 aufgelöst, Übergang nach linksrh.                                                                        |
| Cöln linksrheinisch                 | 1. April 1880    | am 1. April 1895 zu KED Cöln zusammengefasst                                                                               |
| Frankfurt (M)                       | 1. April 1880    | – |
| Hannover                            | 1. April 1880    | – |
| Magdeburg                           | 1. April 1880    | – |
| Erfurt                              | 1. Mai 1882      | – |
| Kattowitz                           | 1. Januar 1883   | aufgelöst im Oktober 1921                                                                                                  |
| Altona                              | 1. März 1884     | Übernahme der Betriebsführung der Altona-Kieler Eisenbahn-Gesellschaft, ab 1. Januar (oder 1. Juli) 1887 auch deren Erwerb |
| Breslau                             | 1. April 1895    | – |
| Cassel                              | 1. April 1895    | – |
| Danzig                              | 1. April 1895    | – |
| Elberfeld                           | 1. April 1895    | – |
| Essen                               | 1. April 1895    | – |
| Halle (Saale)                       | 1. April 1895    | – |
| Königsberg                          | 1. April 1895    | – |
| Münster                             | 1. April 1895    | – |
| Posen                               | 1. April 1895    | – |
| Saarbrücken                         | 1. April 1895    | keine Nachfolgerin der Direktion Saarbrücker Eisenbahn vom 22. Mai 1852                                                    |
| Stettin                             | 1. April 1895    | – |
| Mainz                               | 1. Februar 1897  | Kgl. Preuß. und Großherzogl. Hessische ED                                                                                  |
| Kgl. Eisenbahnzentralamt Berlin     | 1. April 1907    | im Rang einer KED |

### Netzstruktur

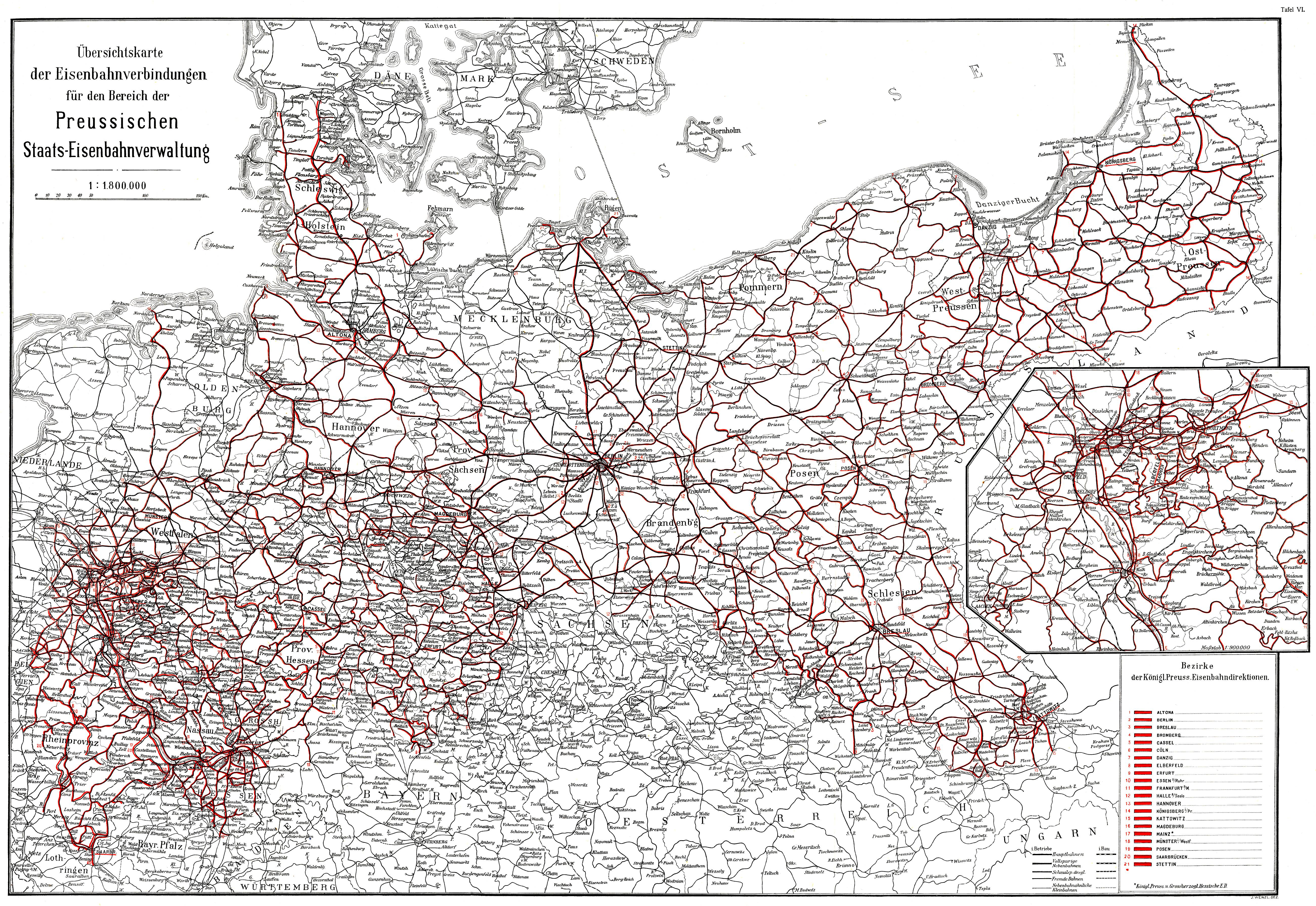
Übersichtskarte Preußische Staatseisenbahnen

#### Ost-West-Ausrichtung mit Zentrum Berlin
Die einzelnen Bahnen des preußischen Staates hatten im Endstadium vor dem Ersten Weltkrieg großenteils eine Ost-West-Ausrichtung mit dem Zentrum Berlin. Die nach und nach aufgebauten oder erworbenen großen Fernverkehrs-Bahnstrecken gingen hier sternförmig von separaten Kopfbahnhöfen aus (beginnend im Süden, gegen den Uhrzeigersinn):
- die Berlin-Potsdam Eisenbahn vom Potsdamer Bahnhof mit Fortsetzung nach Magdeburg,
- die Berlin-Anhaltische Eisenbahn und Berlin-Dresdener Eisenbahn vom Anhalter Bahnhof,
- die Berlin-Görlitzer Eisenbahn vom Görlitzer Bahnhof,
- die Berlin-Frankfurter Eisenbahn vom Frankfurter Bahnhof (später Schlesischer Bahnhof, heute Berlin Ostbf) nach Frankfurt (Oder) mit Fortsetzung in das oberschlesische Kohlerevier,
- die Preußische Ostbahn ab 1852 vom früheren Ostbahnhof, später vom Schlesischen Bahnhof bis Eydtkuhnen an der russischen Grenze,
- die Berlin-Stettiner Eisenbahn vom Stettiner Bahnhof (später Nordbahnhof) nach Stettin mit Fortsetzung bis Danzig,
- die Berlin-Lehrter Eisenbahn vom Lehrter Bahnhof (heute Berlin Hbf) nach Lehrte mit Fortsetzung nach Hannover und ins Ruhrgebiet,
- die Berlin-Hamburger Bahn vom Hamburger Bahnhof, ab Oktober 1884 vom Lehrter Bahnhof nach Hamburg mit Fortsetzung nach Kiel über die Hamburg-Altonaer Verbindungsbahn und die Altona-Kieler Eisenbahn.

Ab 1878 wurde das Netz der Berliner Stadteisenbahn (die spätere S-Bahn Berlin) aufgebaut, die bis 1882 eine eigene „Königliche Direktion der Berliner Stadteisenbahn“ hatte.

#### Westliche Nord-Süd-Achse
Nach der Übernahme der Hannöverschen, der Nassauischen Staatsbahn und der Altona-Kieler Eisenbahn 1866, sowie der Köln-Mindener, der Bergisch-Märkischen und der Rheinischen Eisenbahn-Gesellschaften, inklusive der von diesen zuvor übernommenen Gesellschaften, hatten die preußischen Staatsbahnen auch ein westliches Streckennetz von der Nord- und Ostsee bis zum Rhein. Die nördlichen Endpunkte waren dabei Kiel, Emden und Bremen, im Süden reichte das Netz bis Bingerbrück, Wetzlar, Trier und Kassel.

#### Bereiche mit hoher Netzdichte
Bereiche mit besonders hoher Netzdichte waren das Gebiet zwischen Köln und Dortmund, und jeweils im Einzugsbereich von Frankfurt am Main, Berlin und in Oberschlesien.

#### Beim Bau staatlich finanzierte Bahnen und Strecken
- Berliner Verbindungsbahn, neun Kilometer vom Hamburger Bahnhof in Berlin zum Potsdamer Tor (heute Potsdamer Platz), Eröffnung 1851
- Preußische Ostbahn, Hauptstrecke Berlin ↔ Eydtkuhnen 740 Kilometer, fertiggestellt 1867, dazu weitere etwa 500 Kilometer Zweigstrecken (Gesamtnetz mit hinzuerworbenen Bahnen 2.210 Kilometer)
- Westfälische Eisenbahn, Bahnstrecke Hamm ↔ Warburg 126 Kilometer, fertiggestellt 1853
- Saarbrücker Eisenbahn, 36 Kilometer zwischen Bexbach und Saarbrücken / französische Grenze, Inbetriebnahme am 16. November 1852
- Neue Berliner Verbindungsbahn, spätere Berliner Ringbahn mit insgesamt 37,5 Kilometer, erstes Teilstück 1871 eröffnet
- Militär-Eisenbahn Marienfelde – Zossen – Jüterbog, 70 Kilometer, Strecke Berlin ↔ Zossen fertiggestellt am 15. Oktober 1875
- „Kanonenbahn“, insgesamt 513 Kilometer Verbindungsstrecken zwischen Berlin und Metz 1873–1879
- Berliner Nordbahn, 223 Kilometer von Berlin nach Stralsund 1876, Übernahme des unvollendeten Baus 1875
- Daadetalbahn 1885
- Oberwesterwaldbahn 1885
- Hamm-Osterfelder Bahn 1905

#### Aufgekaufte oder per Staatsvertrag übernommene Bahnen und Strecken
- Niederschlesisch-Märkische Eisenbahn-Gesellschaft (1852)
- Münster-Hammer Eisenbahn-Gesellschaft (1855)
- Herzoglich Braunschweigische Staatseisenbahn nach Umwandlung in eine private Eisenbahngesellschaft, 1870 mit Wirkung vom 1. Januar 1869
- Magdeburg-Halberstädter Eisenbahngesellschaft mit der zuvor angeschlossenen Magdeburg-Köthen-Halle-Leipziger Eisenbahn-Gesellschaft und spätere Beteiligung an der Hälfte des Leipziger Hauptbahnhofs 1879
- Rheinische Eisenbahn-Gesellschaft (1. Januar 1880, mit 1.295 Kilometer Strecke, 507 Lokomotiven und 14.186 Wagen. Die Auflösung der Gesellschaft erfolgte am 1. Januar 1886)
- Homburger Eisenbahn-Gesellschaft (1. Januar 1880)
- Berlin-Stettiner Eisenbahn (1. Februar 1880)
- Berlin-Potsdam-Magdeburger Eisenbahn am 1. April 1880
- Bergisch-Märkische Eisenbahn-Gesellschaft (28. März 1882, mit 1.336 Kilometer Strecke, 768 Lokomotiven und 21.607 Wagen)
- Anhaltische Leopoldsbahn 1882 (indirekt über die Berlin-Anhaltische Eisenbahn-Gesellschaft)
- Berlin-Görlitzer Eisenbahn-Gesellschaft 1882
- Berlin-Anhaltische Eisenbahn-Gesellschaft 1886, nachdem bereits 1882 die Betriebsführung übernommen wurde
- Thüringische Eisenbahn-Gesellschaft zum 1. Juli 1886, nachdem bereits zum 1. Januar 1882 die Betriebsführung übernommen wurde.
- Altona-Kieler Eisenbahn-Gesellschaft (1886)
- Berlin-Hamburger Bahn abschnittsweise Übernahme ab 1884
- Berlin-Dresdener Eisenbahn-Gesellschaft (1. April 1887)
- Aachen-Jülicher Eisenbahn (1. Mai 1887)
- Hessische Ludwigs-Eisenbahn-Gesellschaft (1897 im Verbund mit der Preußisch-Hessischen Bahngemeinschaft)
- Glückstadt-Elmshorner Eisenbahngesellschaft am 1. Juli 1890
- Werra-Eisenbahn-Gesellschaft (16. Juli 1895 zum 31. Oktober 1895)
- Dortmund-Gronau-Enscheder Eisenbahn-Gesellschaft (1903)
- Kronberger Bahn (1914)

#### Eigentumsübergang staatlicher Bahnen anderer Länder nach dem Krieg von 1866
- Bebra-Hanauer Bahn (Kurhessische Staatsbahn), danach Frankfurt-Bebraer Eisenbahn.
- Königlich Hannöversche Staatseisenbahnen
- Nassauische Staatsbahn
- Ehemals Kurhessischer und Frankfurter Anteil an der Main-Weser-Bahn, Anteil des Großherzogtums Hessen erst 1880 erworben
- Ehemals Frankfurter Anteil an der
  - Main-Neckar-Eisenbahn-Gesellschaft und der
  - Frankfurt-Offenbacher Lokalbahn

#### Bestand um 1895
Im Jahre 1895 betrieb der Staat Preußen 26.483 Streckenkilometer eigener Staatsbahnen sowie unter Staatsverwaltung stehender Privatbahnen. Im Bau und zum Bau vorbereitet waren weitere 2.207 Streckenkilometer staatlicher Bahnen.
Ab 1. August 1897 wurde eine Betriebsgemeinschaft mit den Staatseisenbahnen des Großherzogtums Hessen errichtet, die als Vereinigte Preußische und Hessische Staatseisenbahnen bezeichnet wurde.

### Rollendes Material

#### Dampflokomotiven

##### Herkunft und Typenverteilung
Größtenteils wurden die im preußischen Bezeichnungssystem eingeordneten Lokomotiven nicht unter staatlicher Regie gebaut, sondern von den jeweiligen Bahngesellschaften selbständig beschafft. Sie gingen in vielen Fällen erst bei späterem Eigentümerwechsel zusammen mit der Bahn in den preußischen Fahrzeugbestand über. Daraus erklärt sich auch die ungemein hohe Zahl von etwa 80 Typen und Varianten, die überwiegend innerhalb der Baujahre von 1877 bis etwa 1895 entstand. Im Jahr 1880 wurden die preußischen Normalien aufgestellt, um künftig die Anzahl der Lokomotivtypen geringer zu halten.
Die Verteilung nach Typenvarianten bzw. unterschiedlichen Bauarten weist ein deutliches Überwiegen der Tenderlokomotiven auf. Diese wurden mit stark differierender, teilweise auch hoher Stückzahl von insgesamt etwa 9.000 beschafft. Das spiegelt eine Struktur wider, die größtenteils aus unzusammenhängenden Kleinbahnen bestand, für die keine Lokomotiven mit großer Reichweite – also nicht mit zusätzlichem Schlepptender – beschafft werden mussten. Von der reinen Stückzahl her dominierten dennoch die Güterzuglokomotiven mit rund 12.000 von insgesamt circa 30.000 Lokomotiven im preußischen Staatsbestand.

##### Bezeichnungssystem
Nach Hütter und Pieper wurde das ursprüngliche Bezeichnungssystem für die preußischen Lokomotiven im Wesentlichen von der Ostbahn übernommen. Danach hatten die Lokomotiven nur Betriebsnummern, ohne Gattungszeichen. Aus der Betriebsnummer ließ sich aber der Verwendungszweck ableiten durch folgende Untergliederung:
| Bauart                                          | Nummerierung |
| ----------------------------------------------- | ------------ |
| Ungekuppelte Lokomotiven                        | 1–99         |
| Gekuppelte Schnell- und Personenzug-Lokomotiven | 100–499      |
| 2-fach gekuppelte Güterzug-Lokomotiven          | 500–799      |
| 3-fach gekuppelte Güterzug-Lokomotiven          | 800–1399     |
| 2-fach gekuppelte Tenderlokomotiven             | 1400–1699    |
| 3-fach gekuppelte Tenderlokomotiven             | 1700–1899    |
| Sonderbauarten                                  | 1900–1999    |

Da jede Direktion ihre Lokomotiven auf dieser Basis eigenständig bezifferte, gab es fast überall beispielsweise eine Lokomotive Nummer 120. Daher wurde neben der Betriebsnummer zur Unterscheidung auch die Direktion mit angegeben. Die kompletten Bezeichnung für eine Lokomotive mit der Nummer „120“ lautete somit etwa „Hannover 120“, „Cöln linksrheinisch 120“ usw. Es erwies sich aber bald, dass die Gliederungsstruktur zu knapp bemessen war, da mit der Zeit mehr Lokomotiven in Dienst gestellt wurden als der Nummernreihenumfang es vorsah. Zum anderen kamen neue Bauarten hinzu, für die keine Nummern vorgesehen waren, beispielsweise die Vierkuppler. Dies führte dazu, dass mit der Zeit die Lokomotiven mit den gerade noch freien Nummern außerhalb der Ordnung versehen wurden.
Dies führte zur Einführung eines neuen Systems im Jahr 1906. Für jeweils „Schnellzug“-, „Personenzug“-, „Güterzug“- und „Tenderlokomotiven“ wurden die Gruppenbuchstaben „S“, „P“, „G“ und „T“ verwendet, dazu eine Gattungsnummer, mit der die Hauptgruppen bestimmt wurden:
- Dabei sollten Lokomotiven mittlerer Leistung den Dreiergruppen S3, P3, G3 und T3 zugeordnet werden, schwächere bekamen niedrigere und leistungsfähigere höhere Nummern.
- Heißdampflokomotiven sollten zudem eine gerade Gruppennummer bekommen, in der Bauart ähnliche Nassdampflokomotiven die darunter liegende Gruppennummer.
- Später wurden noch Untergruppen eingeführt, die durch hochgestellte Ziffern gekennzeichnet wurden.
- Außerdem wurden den Gruppen eindeutige Bereiche für die Betriebsnummer zugeordnet.

Dennoch enthielt die komplette Bezeichnung weiterhin neben Gattungsbuchstaben und -nummer auch die Direktionsbezeichnung und die Betriebsnummer.
In den Gruppen 1 bis 3 befanden sich im Wesentlichen die alten Privatbahnlokomotiven, wobei die Einordnung den einzelnen Direktionen überlassen blieb. In den niedrigen Gruppen befanden sich damit die verschiedensten Bauarten mit fallweise auch unterschiedlichen Achsfolgen. Von einer einheitlichen Gattungsgliederung war also zunächst nicht zu sprechen. Es wurde erwartet, dass mit der Zeit die älteren Lokomotiven ausgemustert würden, sodass nur noch die neueren Normallokomotiven als ordnungsgemäß eingegliederte Gattung übrigblieben.
Die Preußischen Staatseisenbahnen wurden wie alle anderen deutschen Länderbahnen nach 1920 zunächst unmittelbar der Hoheit des Deutschen Reiches unterstellt und gingen dann 1924 in der Deutschen Reichsbahn-Gesellschaft auf. Etliche von Preußen zuvor noch georderten Lokomotiven wurden noch bis 1926 ausgeliefert und waren somit noch als „Preußische“ Lokomotivtypen im Bestand der Reichsbahn bis zur endgültigen Umzeichnung definiert.

#### Elektrotriebwagen
Am 1. Oktober 1907 kamen auf der Strecke der Hamburg-Altonaer Stadt- und Vorortbahn die ersten Elektrotriebzüge zum Einsatz. Bis 1913 wurden von der preußischen Bahndirektion für diesen Vorortverkehr insgesamt 88 Triebzüge beschafft, die jeweils aus einem Motorwagen und einem Beiwagen bestanden.
Im April 1914 nahmen die preußischen Staatseisenbahnen auf der Schlesischen Gebirgsbahn von Görlitz über Waldenburg nach Breslau die Triebwagen mit der Nummer E.T. 831/831a/832 ab, die übrigen fünf Triebwagen E.T. 833/833a/842 bis E.T. 841/841a/842 wurden bis Juni 1914 in Dienst gestellt.
Zwischen 1907 und 1916 wurden daneben noch sechs einzelne Akkumulatoren-Triebwagen sowie eine Serie von zehn Akku-Triebwagen des Typs AT 569 – 578 beschafft.

#### Elektrolokomotiven
1910 beschafften die preußischen Staatseisenbahnen erstmals einzelne elektrische Lokomotiven.
Sie erhielten zunächst die Gattungsbezeichnungen „WSL“ sowie Betriebsnummern ab 10201 für Wechselstrom-Schnellzug-Lokomotiven und „WGL“ sowie Betriebsnummern ab 10501 für Wechselstrom-Güterzug-Lokomotiven. Ab 1911 wurde ein an die Dampflokbezeichnungen angelehntes System eingeführt mit den Gattungsbezeichnungen:
- ES mit Betriebsnummern ab 1: Schnellzuglokomotiven
- EP mit Betriebsnummern ab 201: Personenzuglokomotiven
- EG mit Betriebsnummern ab 501: Güterzuglokomotiven.

Mehrteilige Lokomotiven wurden mit Kleinbuchstaben gekennzeichnet. Die Betriebsnummern wurden stets mit der vorangestellten Heimatdirektion angegeben um Verwechslungen zu vermeiden.
Bereits ab 1914 wurden nach vereinzelten Exemplaren mit den Schnellzuglokomotiven ES9 bis ES19 (11 Stück) und den Güterzuglokomotiven EG 511 bis EG 537 (27 Stück) schon größere Serien für die Strecke Magdeburg-Leipzig-Halle beschafft.
Es folgten ab 1915 die dreigliedrigen EG 538abc bis EG 549abc für die Bahndirektion Breslau und deren Schlesischen Gebirgsbahn, von der bis nach dem Ersten Weltkrieg zwölf Stück geliefert wurden.
Ab 1923 wurden elf elektrische Personenzuglokomotiven EP 236 bis EP 246 und 25 der zweiteiligen Güterzuglokomotiven EG 701 bis EG 725 gebaut. Die beiden letztgenannten Typen wurden noch mit ihren bayerischen und preußischen Länderbahn-Nummern in den Bestand der gerade gegründeten DRG übernommen und bald als Baureihen E 50 und E 77 umgezeichnet.
Insgesamt sind bei den preußischen Staatseisenbahnen 170 Elektrolokomotiven eingesetzt worden, die sich in 30 verschiedene Typen gliederten.

#### Dampf- und Verbrennungsmotor-Triebwagen
Im Bestand der preußischen Staatseisenbahnen befanden sich noch drei Dampftriebwagen, die 20 Fahrzeuge umfassende Verbrennungsmotor-Triebwagenserie VT 1 bis VT 20 sowie die drei Triebwagen „VT 101 bis VT 103 Hannover“ mit Dieselmotor und jeweils 60 Sitzplätzen.

#### Personenwagen

##### Abteilwagen

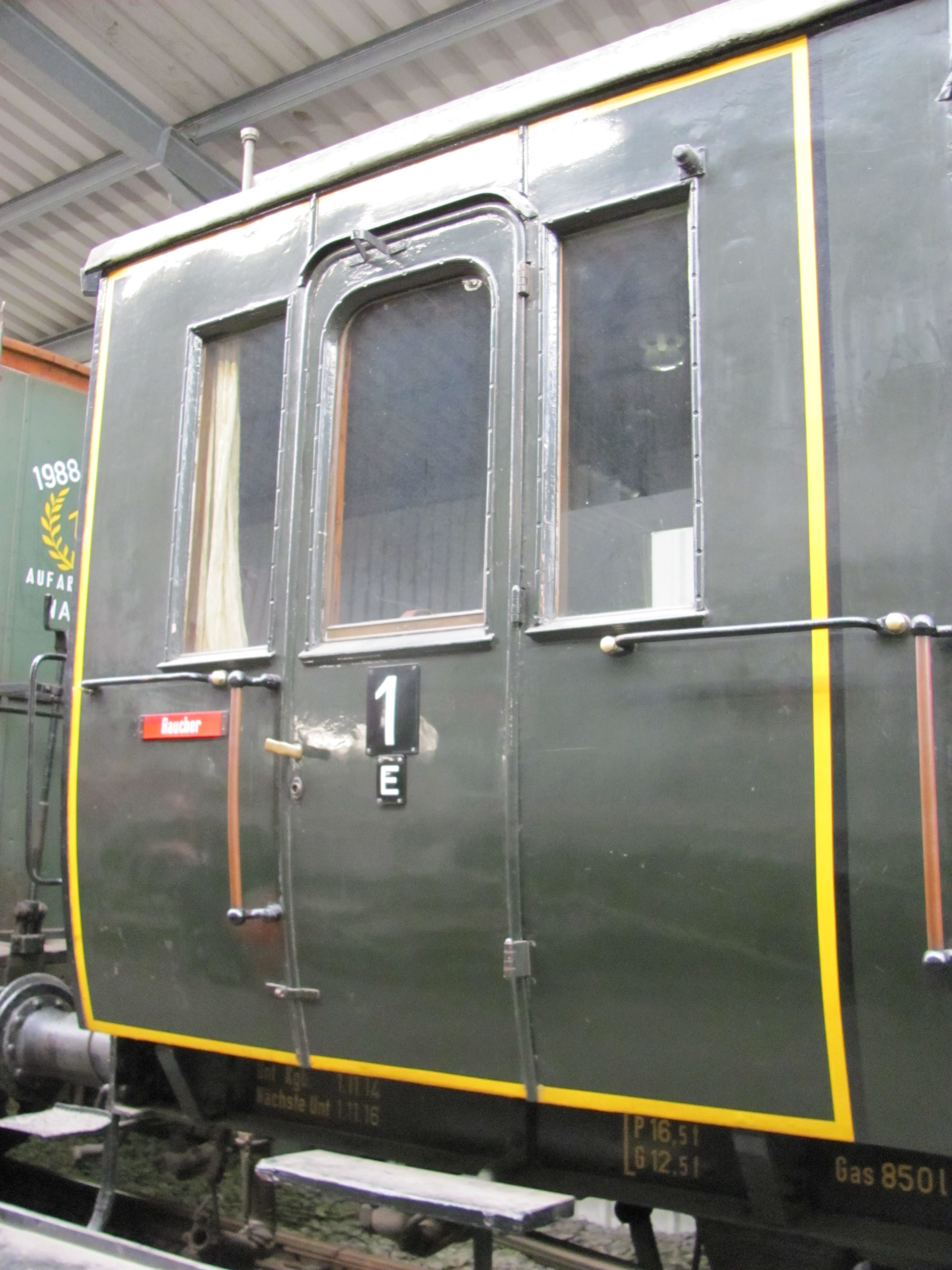
Preußischer Abteilwagen 1./2. Klasse mit ursprünglich grünem Anstrich. Die 1. Klasse wird durch Schild und gelbe Rahmung hervorgehoben. Eisenbahnmuseum Bochum

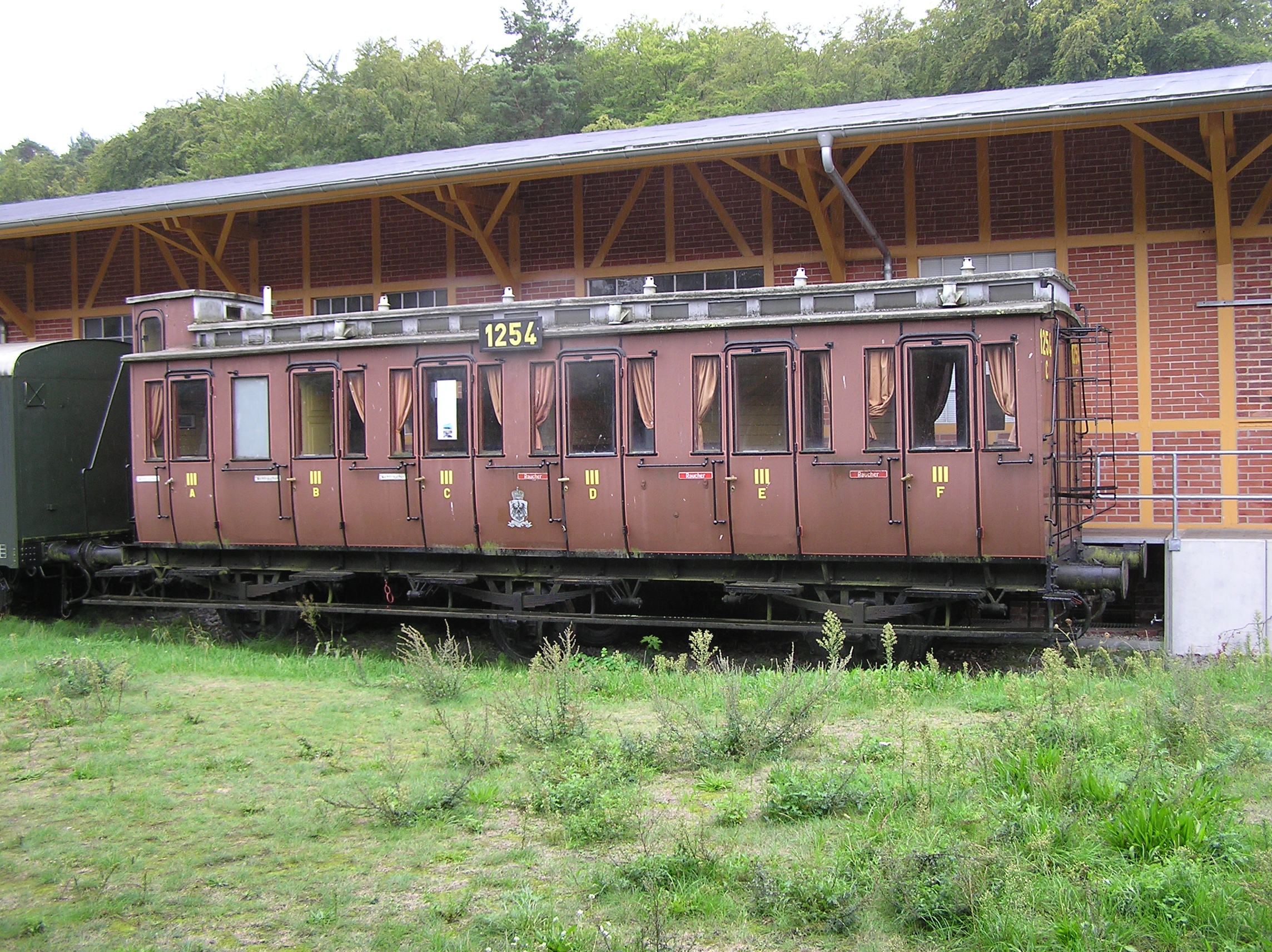
Preußischer Abteilwagen 3. Klasse mit angesetztem Bremserhaus und ursprünglich braunem Anstrich

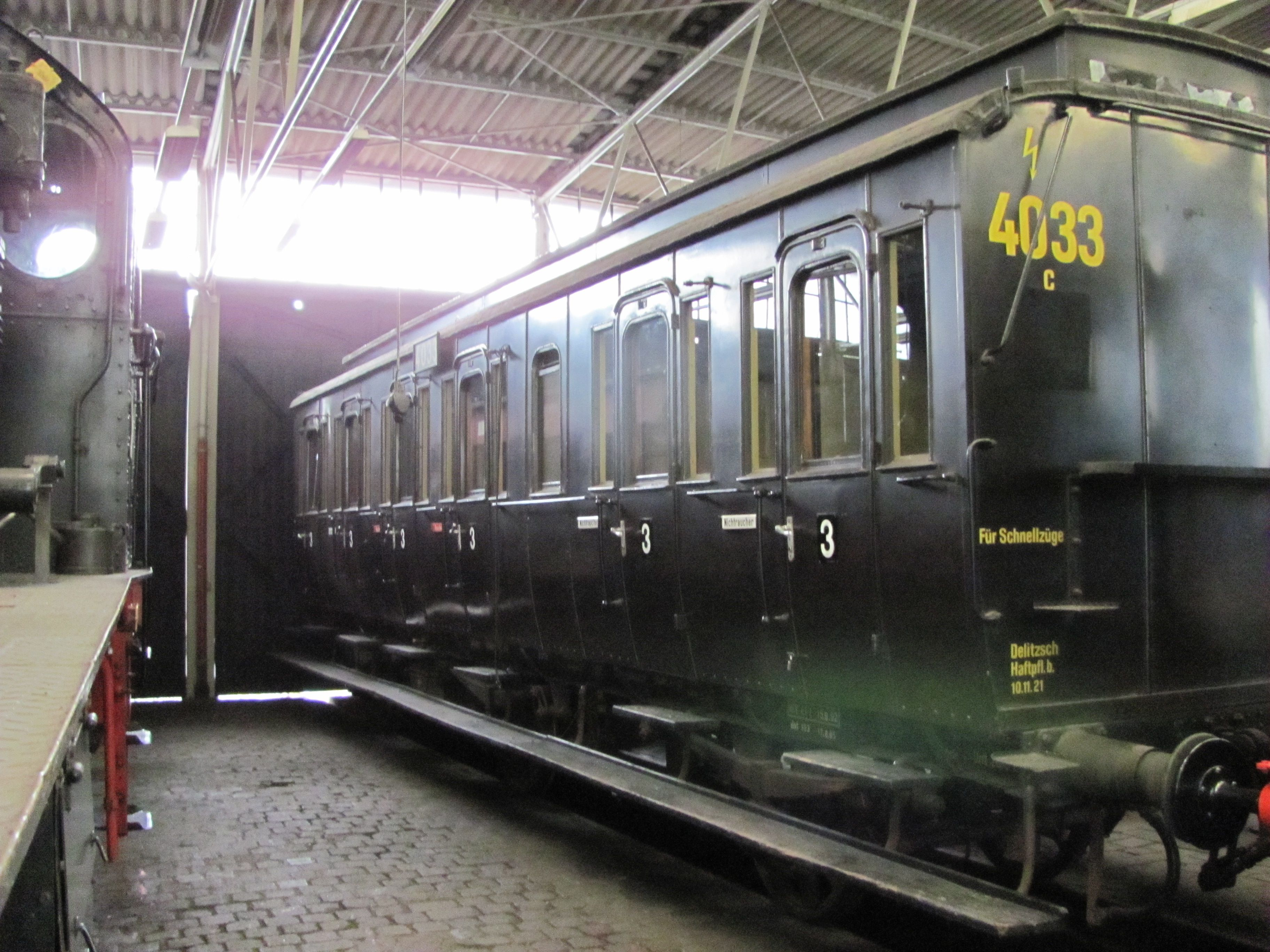
Preußischer Abteilwagen 3. Klasse mit späterem grünen Anstrich – Eisenbahnmuseum Bochum

Bis etwa 1880 waren zweiachsige Abteilwagen mit Türen für jedes Abteil und ohne Verbindungen zwischen den Abteilen üblich. Nach dem Ende der Verstaatlichungswelle um 1895 wurden die laufruhigeren Dreiachser beschafft. Dafür wurden so genannte Normalien aufgestellt, die Wagen der zwei-, drei- und ab 1895 auch vierachsigen Bauarten enthielten, die mit ihren zahlreichen Türen im Volksmund „Hunderttürer“ genannt wurden. Um den Zugang zu einem Abort zu ermöglichen, wurden später Durchgänge zwischen den Abteilen geschaffen.
Die Abteilwagen der zwei- und dreiachsigen Bauart wurden zuerst in allen Zugarten eingesetzt. Mit dem Aufkommen der D-Zug-Wagen kamen Abteilwagen bevorzugt in Personenzügen auf Hauptstrecken und im Ballungsraumverkehr zum Einsatz. Hier machte sich, neben dem schnelleren Fahrgastwechsel, der Umstand günstig bemerkbar, dass die Bahnsteige von Bahnhöfen an Hauptstrecken nur mit gültiger Fahrkarte und erst kurz vor dem „Abgang“ des Zuges betreten werden durften, womit sich der Kontrollvorgang vom Zugschaffner auf das Bahnhofspersonal verlagerte.
Ab 1910 wurde die bisherige Petroleumbeleuchtung auf Gasglühbeleuchtung umgestellt, ferner auch die Stahlbauweise anstelle von Holz verwendet. Ausgerüstet waren die Wagen der Preußischen Staatseisenbahnen mit Regeldrehgestellen mit zweifacher, später dreifacher Federung. Die meisten vierachsigen Wagen waren 18,55 Meter lang. Als Bremsen wurden zuerst Druckluftbremsen der Bauart Westinghouse verwendet, ab der Jahrhundertwende die Knorr-Einheitsbremse. Die Handbremse war in einem separaten Bremserhäuschen an einem Wagenende untergebracht.
Für den Verkehr auf den Berliner Stadt-, Ring- und Vorortbahnen wurden kurzgekuppelte Doppelwagen angeschafft, die nur Abteile der 3. und vereinzelt der 2. Klasse besaßen. Sie waren für den Kurzstreckenverkehr vereinfacht ausgeführt, Toiletten waren nicht vorgesehen.
| Musterblatt | Typ pr. | Skizzenblatt DR | Baujahr | Anzahl Wagen | Anzahl der Sitze je Klasse | Anzahl der Aborte | Bemerkungen   |
| ----------- | ------- | --------------- | ------- | ------------ | -------------------------- | ----------------- | ------------- |
| 3091 B      | ABB     | B4 Pr 95        | 1895    | 350          | 10 / 31                    | 3                 | Länge 18,15 m |
| 3092 B      | ABCC    | BC4 Pr 98       | 1898    | 200          | 5 / 21 / 32                | 4                 | Länge 18,20 m |
| 3093 B      | CC      | C4 Pr 94        | 1895    | 350          | 80                         | 3                 | Länge 17,88 m |
| DI 21       | ABB     | B4 Pr 02        | 1902    | 200          | 10 / 31                    | 3                 |               |
| DI 22       | ABCC    | BC4 Pr 98a      | 1898    | 200          | 50 / 31 / 32               | 4                 |               |
| DI 23       | CC      | C4 Pr 02        | 1902    | 300          | 76                         | 5                 |               |
| Ib 01       | ABB     | B4 Pr 04        | 1904    | 350          | 10 / 31                    | 3                 |               |
| -           | ABCC    | BC4 Pr 04       | 1904    | 250          | 5 / 21 / 32                | 4                 |               |
| Ib 03       | BBC     | BC4 Pr 05       | 1905    | 100          | 20 / 48                    | 5                 |               |
| Ib 04       | CC      | C4 Pr 04        | 1904    | 450          | 76                         | 5                 |               |
| Ib 04a      | CC      | C4 Pr 12/12a    | 1911    | 650          | 76                         | 4                 | Länge 18,62 m |
|             | BB      | B4 Pr 18        | 1918    | 40           | 47                         | 3                 | Länge 19,20 m |
| -           | CC      | C4 Pr 18        | 1918    | 86           | 76                         | 4                 |               |

##### D-Zug-Wagen

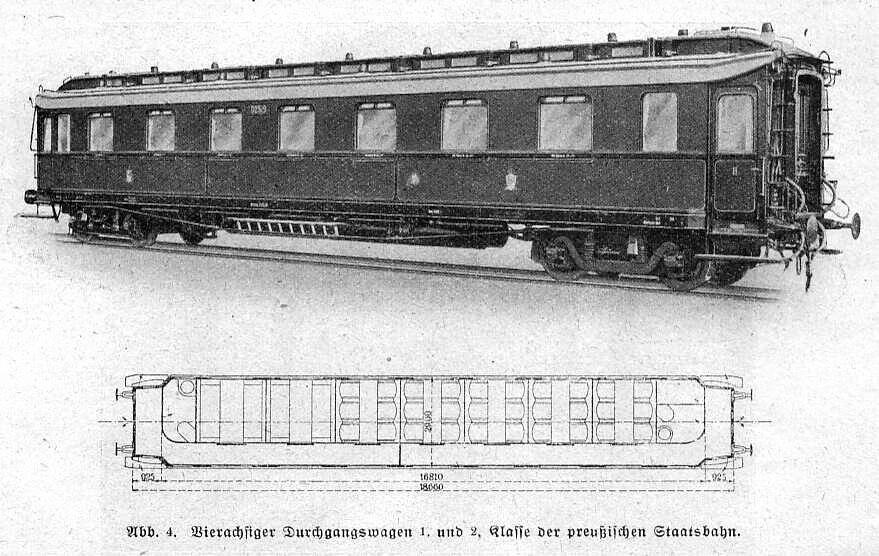
Preußischer D-Zug-Wagen 1./2. Klasse

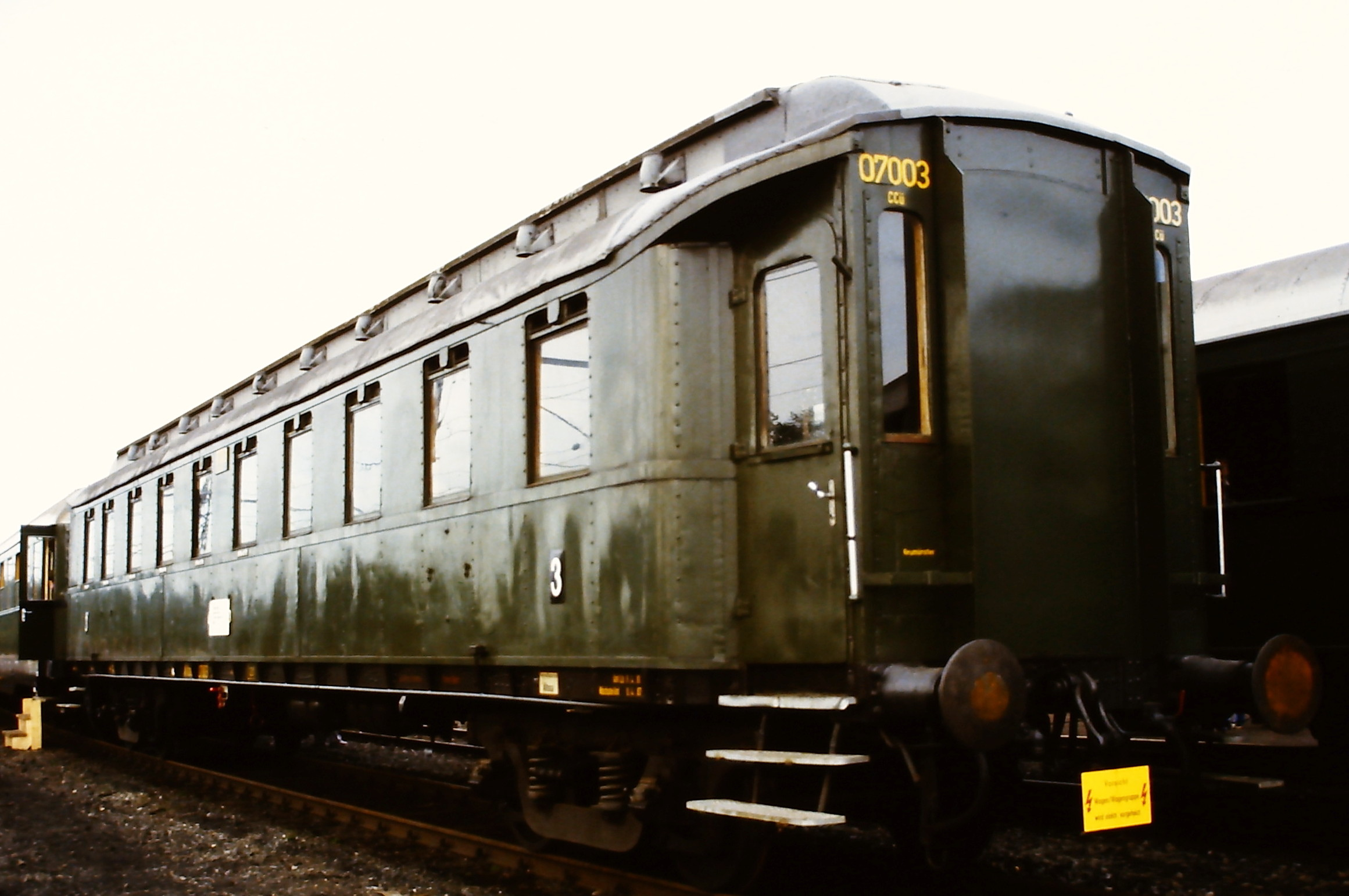
D-Zug-Wagen 3. Klasse, Typ CCü Pr 21a, Nummer 07003

Ab circa 1880 wurden in den Schnell- und Kurierzügen Speisewagen eingestellt, doch das Aufsuchen des Zugrestaurants war nur bei einem Bahnhofshalt möglich, wo die Fahrgäste die Wagen wechseln konnten. Es waren die Preußischen Staatseisenbahnen, die 1891 einen neuen für damalige Verhältnisse revolutionären Wagentyp einführten. Die neue, im Schnitt 20,5 Meter lange Wagenbauart vereinigte die Vorteile des amerikanischen Chair-Car-Prinzips mit der gewohnten europäischen Abteilanordnung. Statt durch jeweils zwei Seitentüren von außen war in diesem vierachsig und mit zwei Drehgestellen ausgeführten Wagen jedes Abteil nun vom Wageninneren über einen Seitengang erreichbar. Darüber hinaus waren die Plattformen am Wagenende geschlossen ausgeführt. Zwischen den einzelnen Wagen ermöglichten nun mit Faltenbälgen geschützte Übergänge an den Wagenenden den Durchgang durch den ganzen Zug: Der Durchgangswagen, kurz D-Wagen war geboren. Das „D“ wurde gleich auch für eine neue Zuggattung im Schnellzugverkehr übernommen: der Durchgangszug, kurz D-Zug. Mit dem D 31/32 verkehrte der erste solche Zug ab dem 1. Mai 1892 auf der Strecke Berlin Potsdamer Bahnhof – Magdeburg – Hildesheim – Köln mit vier Wagen der damaligen ersten und zweiten Wagenklasse. Diese neuen D-Züge boten eine höhere Komfortstufe als die bisherigen Schnellzüge, die häufig, aber nicht immer, über drei Wagenklassen verfügten.
Zuerst wurden nur Wagen der ersten Klasse (A) und zweiten Klasse (B) der Typen A4ü, AB4ü, und B4ü beschafft. Die neuen Züge wurden vom Publikum gut angenommen. Deshalb wurden in Preußen rasch weitere neue Wagenserien der D-Zug-Bauart bestellt. Seit 1894 verkehrten die D-Züge von Berlin nach Ostpreußen sowie nach Warschau auch mit der dritten Wagenklasse. Dabei wurden bis zur Jahrhundertwende auch Großraumwagen mit Mittelgang beschafft, aber mit einem geschützten Übergang, die ebenfalls den Durchgang im Zug ermöglichte und daher in D-Zügen eingesetzt wurden. Die Abteilwagen kamen bevorzugt im Nachtreiseverkehr zum Einsatz, den Großraumwagen waren die Tageszüge vorbehalten.
Daneben wurden auch Speisewagen und Schlafwagen eingesetzt, die der D-Wagen-Bauart entsprachen. Die meisten dieser Wagen bewirtschaftete die KPEV selbst, in anderen deutschen Ländern war wie in Europa allgemein üblich die Internationale Schlafwagengesellschaft (ISG) zuständig, die zwar ihre eigenen Wagen aber deren Bauausführung der Länderbahn-Wagen angepasst waren. Hinzu kamen Gepäck- und Postwagen im gleichen Baustil der D-Zug-Wagen.
Von 1893 bis 1909 beschaffte neben den Staatsbahnen von Bayern, Oldenburg und Sachsen auch Preußen kürzere dreiachsige Schnellzugwagen, die sonst den Vierachsern glichen. Preußen bestellte 22 Wagen des Typs AB3ü, der ursprünglich in Bayern entwickelt wurde. Im D-Zug-Verkehr bewährten sich die Wagen aber nicht. Sie wurden nach kurzer Zeit aus den schnellen Fernzügen abgezogen.
Zu Anfang des Jahrhunderts gingen die Preußen zu sechsachsigen D-Zug-Wagen über, die eine erhöhte Laufruhe boten. Ab 1909 wurden Drehgestelle nach der Art verwendet, die erstmals von der amerikanischen Pennsylvania Railroad eingesetzt wurde, und wegen der schwanenhalsförmigen Ausgleichsbalken Schwanenhalsdrehgestelle genannt wurden.
Von 1913 bis 1922 wurden insgesamt 984 Wagen verschiedener Ausführungen von den Preußischen Staatseisenbahnen beschafft.

#### Güterwagen
Preußen war in Deutschland richtungsweisend bei der Entwicklung und dem Bau von Güterwagen, besaß es doch mehr Güterwagen als alle anderen Länderbahnen zusammen. Ein Überblick über die wichtigsten Typen findet sich im Kapitel über Normalien.